# Инструмент
Инстру́ме́нт (через нем. Instrument — инструме́нт и пол. instrument — инстру́мент, от лат. instrūmentum — «орудие производства» от instruere — «то, с помощью чего приготовляют, делают что-либо») — технологическая оснастка, которая воздействует на предметы труда и изменяет их, предмет, орудие для производства каких-нибудь работ. В основе конструкции и правил использования инструмента лежит знание законов материального мира, приложенных к технологии производства. Сложный инструмент заключает в себе идею нескольких элементарных.

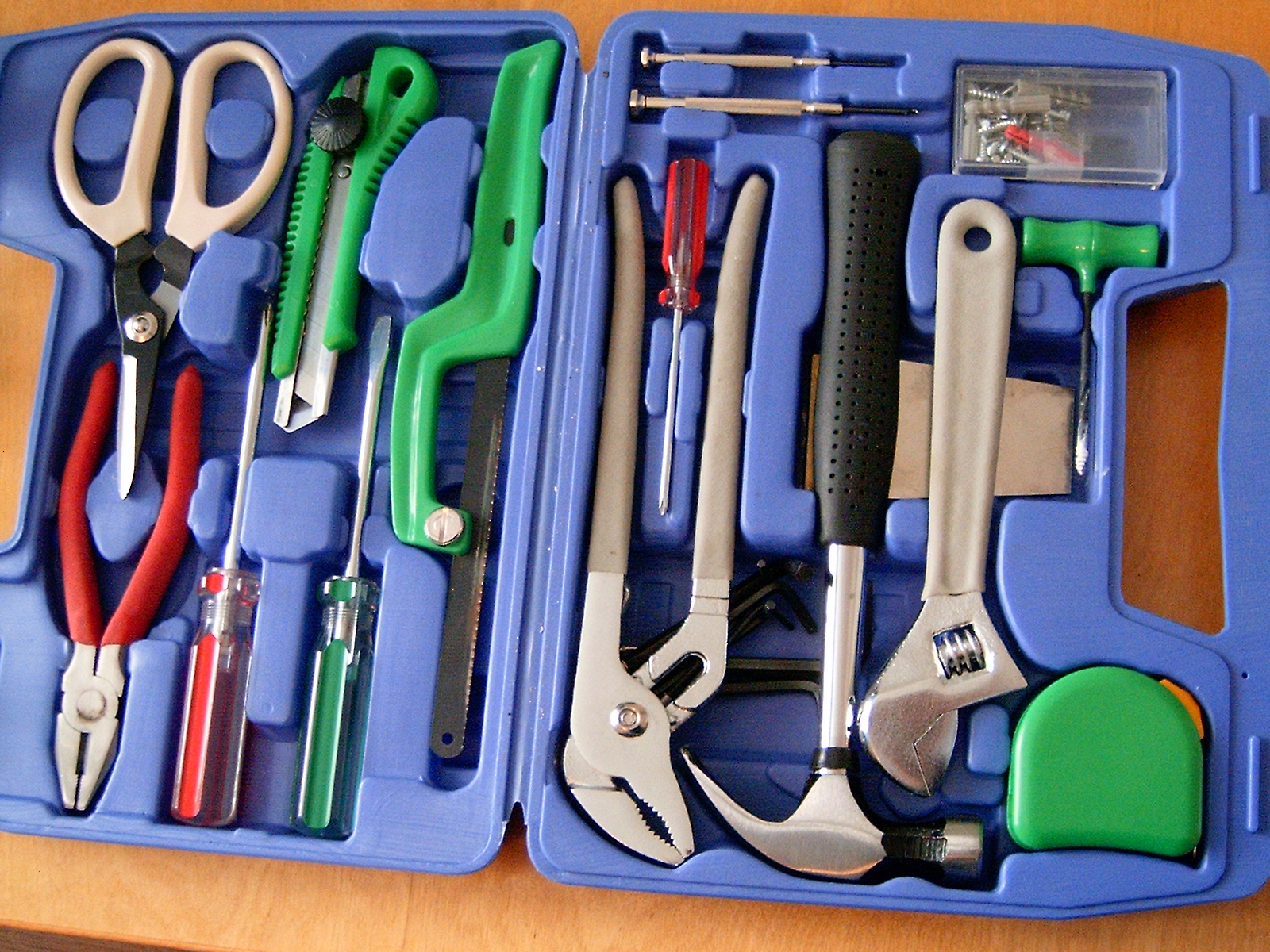
Набор инструментов

В широком смысле — целевое средство воздействия на объект, преобразования и создания объекта. Но орудие, приспособление, не вспомогательный материал: при стирке белья стиральная доска — инструмент, а стиральный порошок — нет; при шитье игла — инструмент, а нить — нет. Один и тот же предмет может проявлять себя и как инструмент, и как вспомогательный материал. Нить, используемая как гигиеническое средство, — инструмент, а нить при шитье — вспомогательный материал.
Особый вид инструментов — музыкальные инструменты — служат для извлечения звука.
Инструмент может быть товаром как любая вещь, которая участвует в свободном обмене на другие вещи. Инструмент, как товар, продаётся в магазинах, производится по договору купли-продажи на предприятиях. При потере целевых свойств инструмент или восстанавливается, или утилизируется.
На протяжении столетий истории термин «инструмент» не являлся предметом интереса высших слоёв общества и был уделом нижних слоёв.

## Употребление термина
Обозначение «инструмент» закрепилось не за всеми машинами и орудиями, а, в основном, за нестационарными (ручными и переносными), которые позиционируются, могут перемещаться и подаются вручную. Стационарные машины обозначаются как станки или оборудование.
В русском языке слова «инструмент» и «орудие» являются синонимами. Эти синонимы различаются по применимости. Термин «орудие» применяется в биологии, антропологии и археологии, как синоним понятия «средство труда». В учении Карла Маркса и Фридриха Энгельса о классах ключевым термином является «орудие труда», а не «инструмент». Термин «инструмент» используется для обозначения «хитрого», «остроумного» и «специализированного» средства подхода к решению той или иной технической задачи. В одном и том же источнике термины могут пересекаться и подменять один другой.
Кроме вышеперечисленного, для ферментов, применяемых в генетических исследованиях и генной инженерии (прежде всего, для рестриктаз), обычно используется определение «инструменты» (а не «реактивы»), как для средства воздействия на объект.
В обработке металлов давлением инструментом называют деталь, непосредственно входящую в контакт с деформируемым металлом (волоки, бойки кузнечных прессов, валки, штампы), независимо от того, являются ли они подвижными или стационарными.
Эффективное использование инструмента предполагает знание правил эксплуатации и причинно-следственной связи воздействия на объект и результатов этого воздействия. Вовлечение предметов в процесс труда и их эффективное использование тесно связано с воображением человека, со способностью моделировать. Выявленная связь эффективности воздействия и знаний о свойствах инструмента повлияла на использование термина «инструмент» в области социально-экономических, юридических знаний, политических, компьютерных технологий и программного инструментария. Объектами воздействия инструментов стали социальный климат, информационные объекты.
Изначально термин «инструмент» толковался, как механическое приспособление, непосредственно, не опосредованно, являющееся совершенствующим физические действия человека. «Инструмент» имитирует действия, подобные действиям человека, но подправленные, уточнённые, усиленные. Между действиями инструмента и управляющим им человеком прослеживалась короткая логическая связь. Однако значение термина исторически претерпевало изменение. От простых механических орудий труда до машин, аппаратов, социальных институтов и приборов преобразования информационных потоков.
Как правило, субъекты технологического процесса делят на более и менее значимые, более и менее насыщенные идеей. Термином «инструмент» обозначают наиболее значимые, первостепенные и насыщенные идеей субъекты. Поэтому, с накоплением знаний о ранее мало значимых «вспомогательных материалах», со временем их зачастую переименовывали в «инструмент».

## Эволюция инструмента

### Явление «механический инструмент» в животном мире. Рычаги
Использование орудий широко распространено в животном мире и изучается бионикой. Использование инструментов животными рассматривается когнитивной этологией. В качестве инструментов могут использоваться органы живых существ (клюв, челюсти, зубы, рога, бивни, когти, лапы, конечности), могут использоваться готовые предметы из окружающей среды, а также предметы, самостоятельно изготовленные.

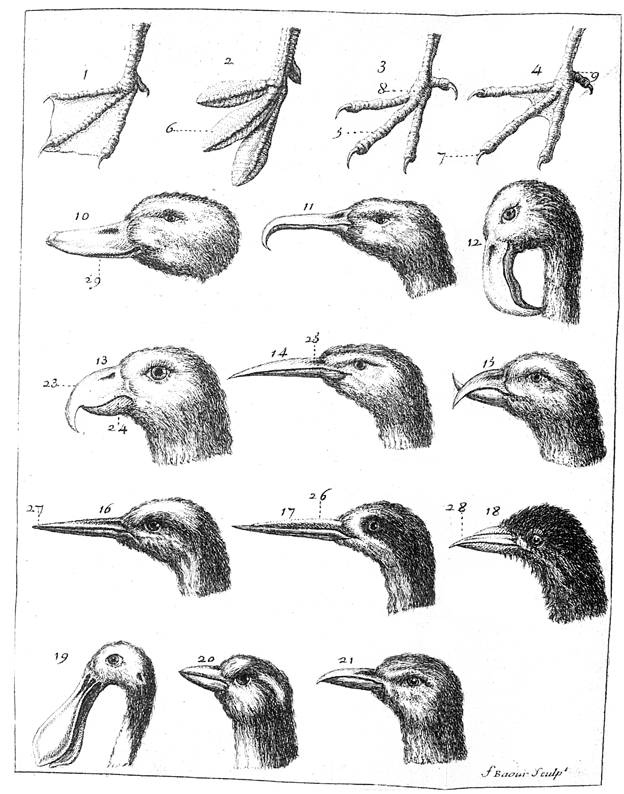
Разные виды клювов у птиц.
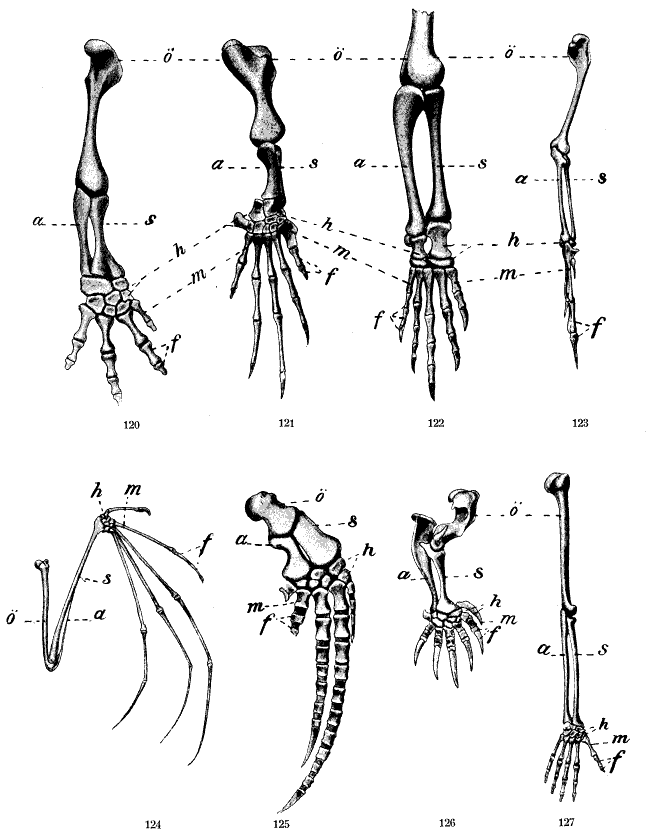
Разные виды конечностей позвоночных
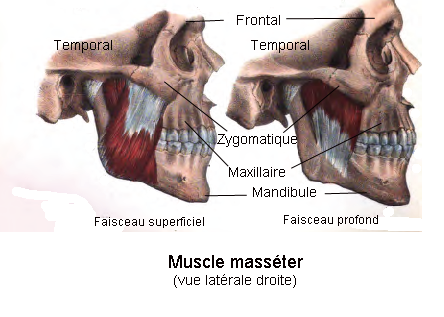
Челюсть и жевательная мышца человека
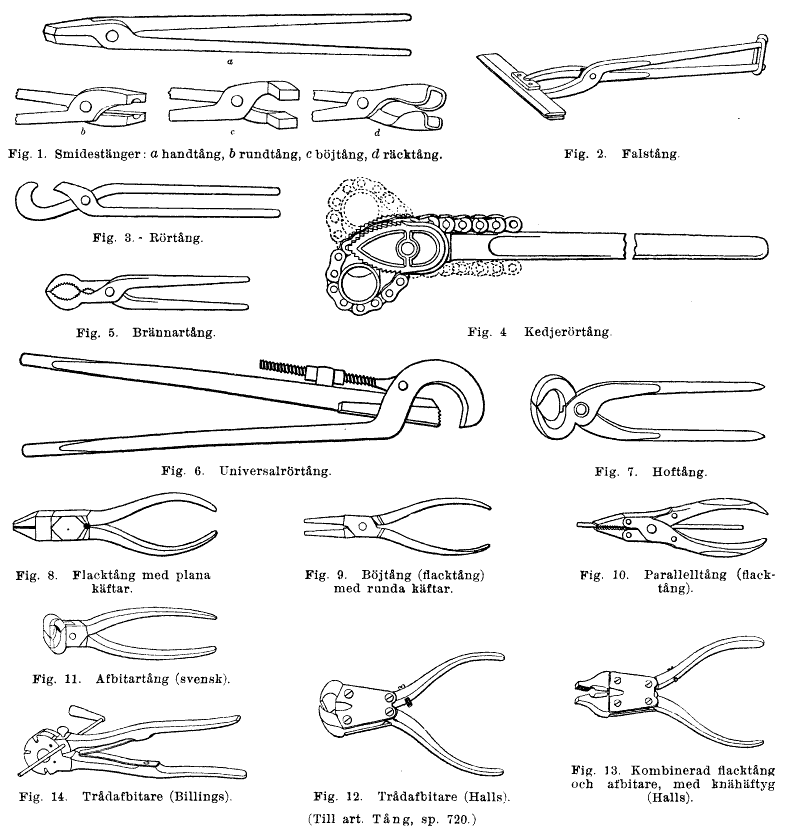
В щипцах использованы рычаги 1-го рода и цилиндрический шарнир
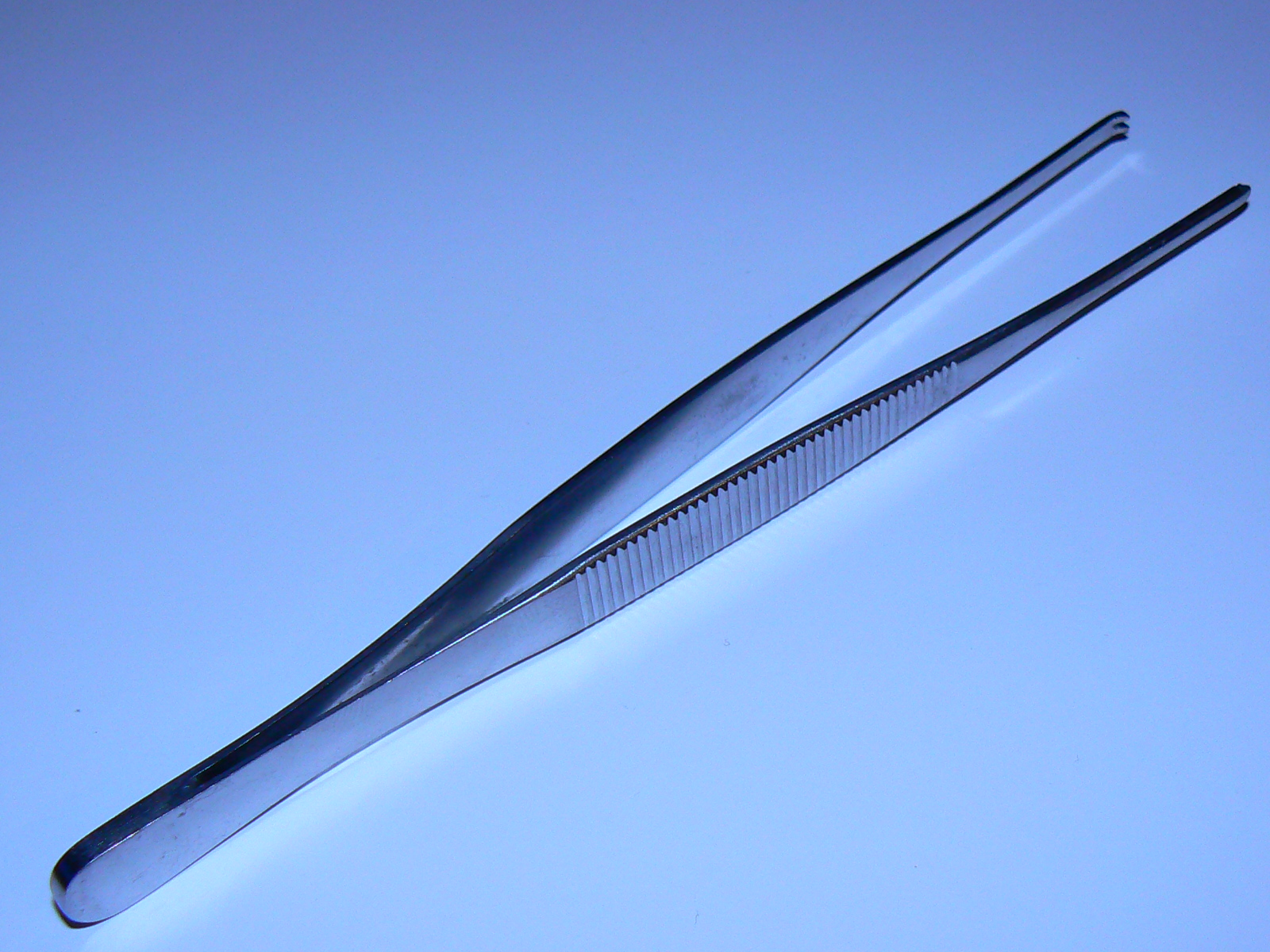
В пинцетах использованы рычаги 2-го(3-го) рода

Клюв является частью челюсти. Челюсть представляет собою рычаг 2(3) рода. В естественных механических инструментах, являющихся органами животных, трудно найти рычаг 1 рода. Рычаг 1 рода использован в искусственных инструментах — щипцах. Кисть руки в силу своей анатомии может легко применять силу путём сжатия пальцев, движущихся навстречу друг другу. В челюсти, рычаге 2(3) рода, силовой частью является жевательная мышца, которая располагается между плечами рычага.

### Использование «готовых механических инструментов» приматами и людьми
Явление «механический инструмент» прослеживается на всех этапах развития человеческих видов. На протяжении всей истории существования человеческих видов люди прошли через изобретение великого многообразия инструментов, в большей или меньшей степени повлиявших на развитие человеческой цивилизации.
Некоторые виды птиц не только используют палочки для охоты в трудно доступных местах, но также поддерживают эти палочки в заострённом состоянии и бережно хранят их и носят с собою.

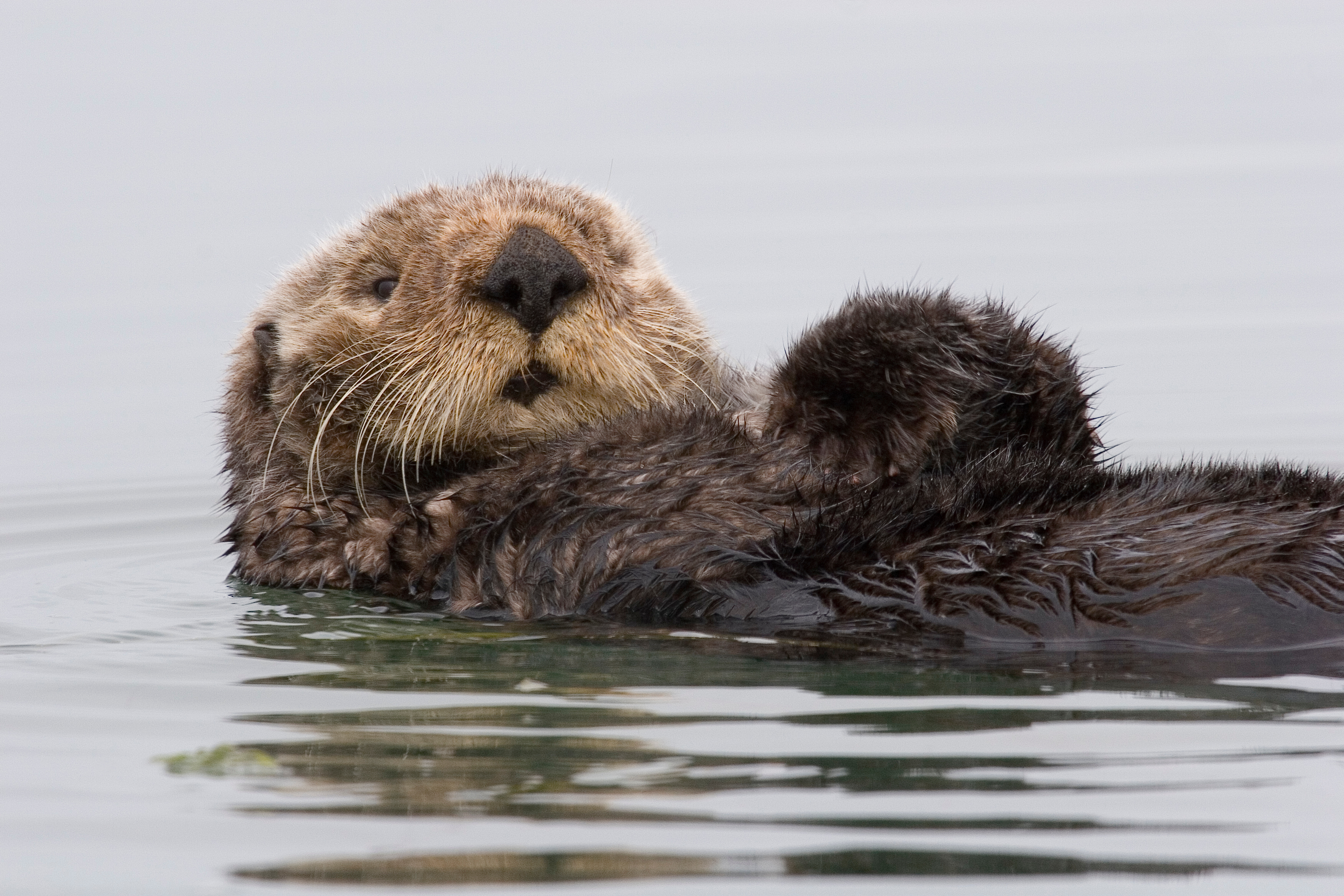
Калан (Enhydra lutris) в бухте Морро, Калифорния

Калифорнийские каланы используют камни весом в несколько килограмм, как наковальню, для разбивания раковин моллюсков. Более того, другие виды каланов, помещённые рядом с калифорнийскими каланами, обучаются этой методике. Описаны случаи, когда медведи для развлечения используют простейший музыкальный инструмент — упругий сук. Известно, что птицы поднимают камни, затем их бросают на землю с целью разбить твердую оболочку съестного и добыть внутреннюю начинку. При этом камень выступает в роли молота. Однако, наиболее целенаправленное использование и изготовление «инструмента» свойственно человеку.

#### Технологические возможности руки
См. Рука.

#### Расширение технологических возможностей руки подручными предметами
Рука не могла быть достаточно эффективным инструментом для каждой конкретной операции и нуждалась, как в усовершенствовании, так и в новом воплощении. Многие готовые окружающие предметы оказывались более эффективными, чем рука (палки, подручные камни для раскалывания, острые камни и палочки, стебельки).

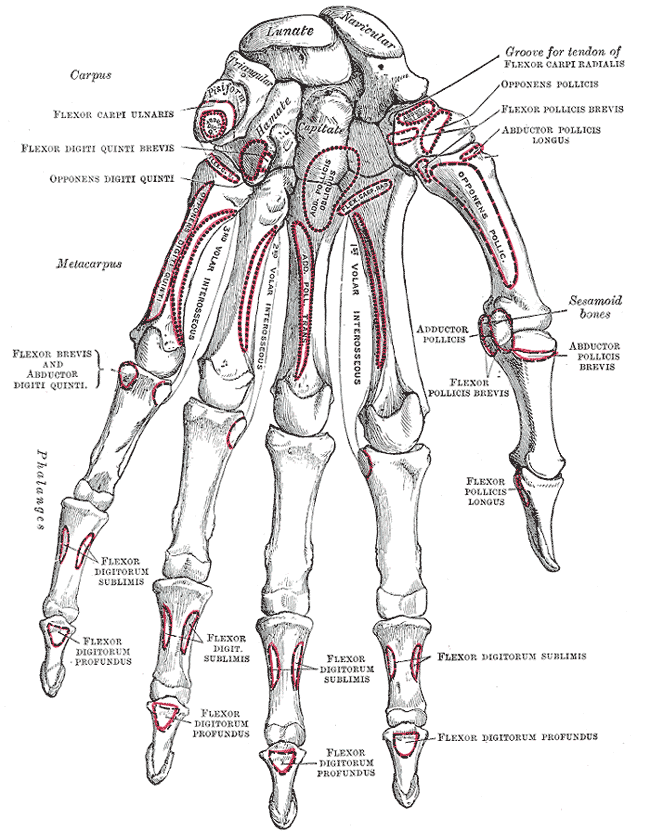
Скелет кисти руки человека
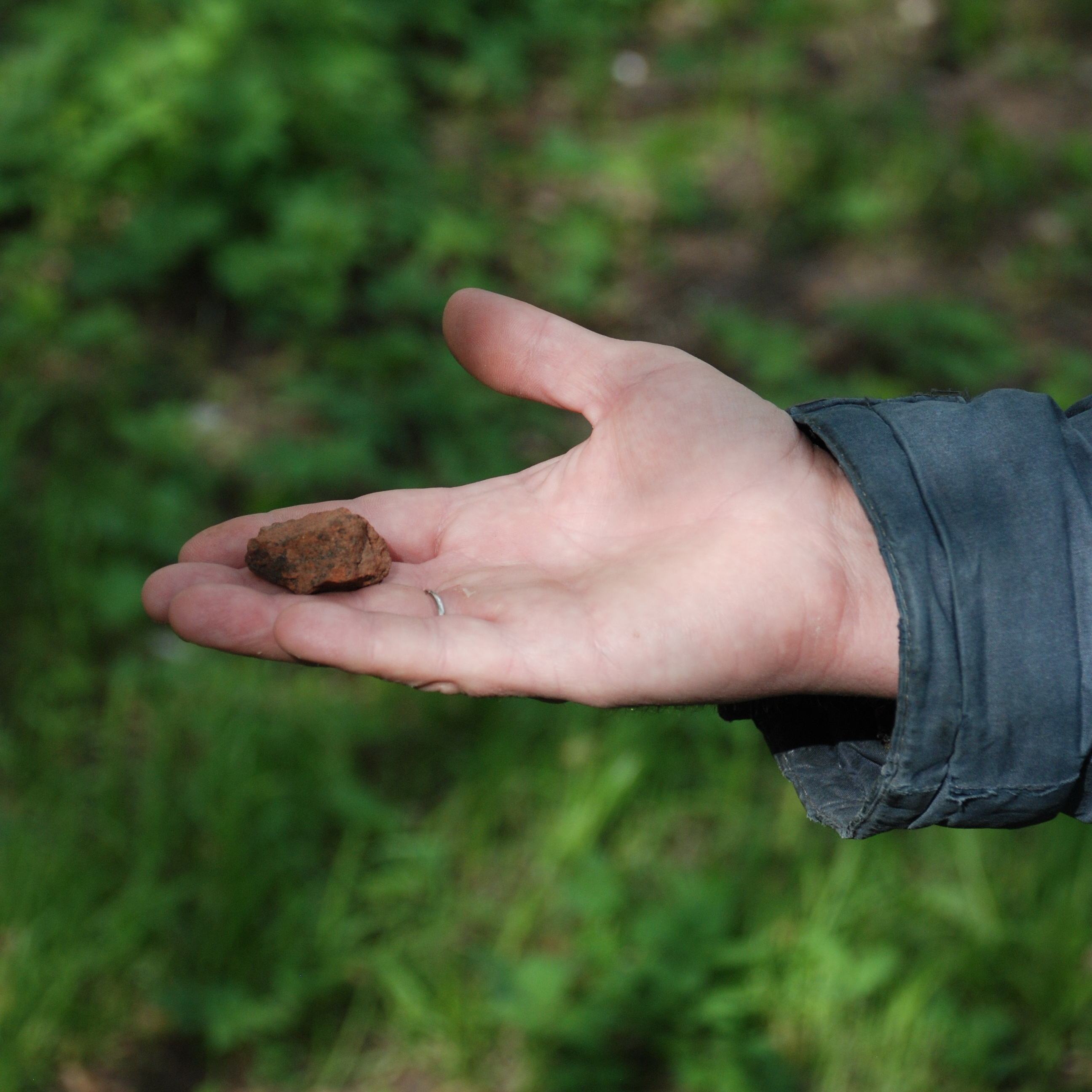
Человек удерживает на ладони маленький камень.
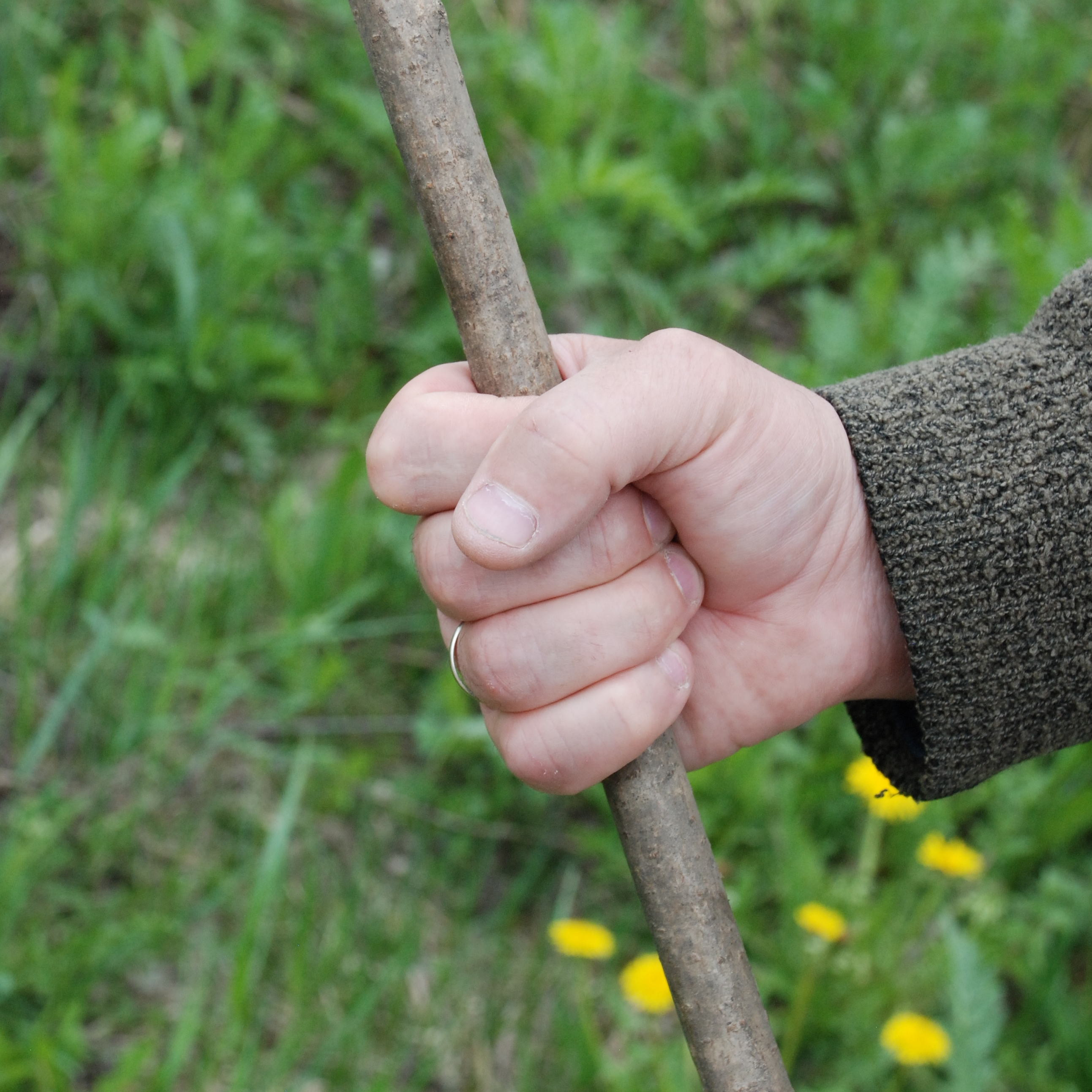
Плотный захват палки за счёт замыкания большим пальцем.
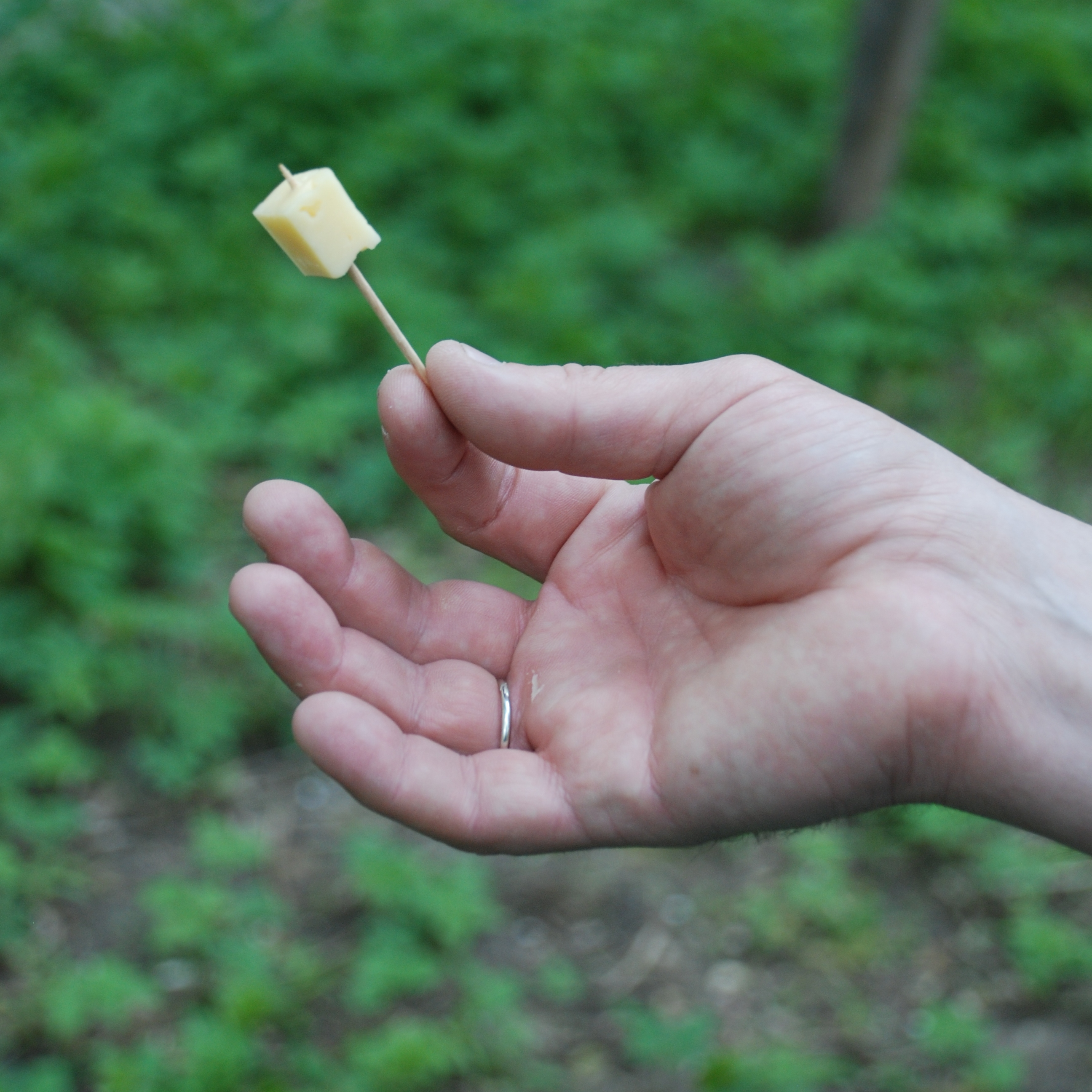
Кусочек сыра, наколотый на острую палочку.
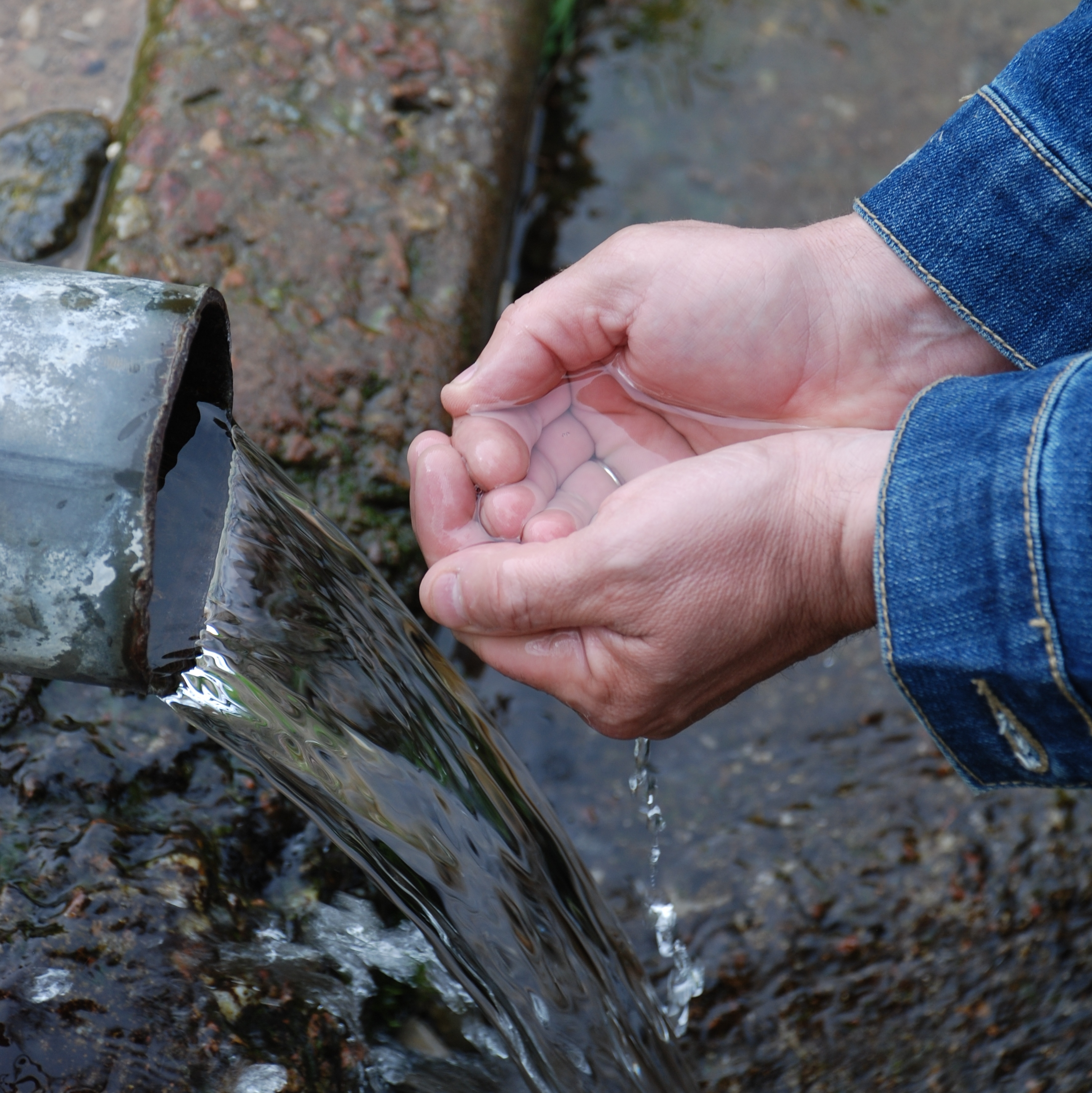
Сложенные руки человека образуют чашу.

Острые предметы демонстрировали способность более глубокого проникновения в обрабатываемый материал, чем тупые. Захват предметов путём насаживания на иглу позволял оперировать мелкими предметами. Воображение человека проникало в микромир, в мир, не доступный ни руке, ни глазу.

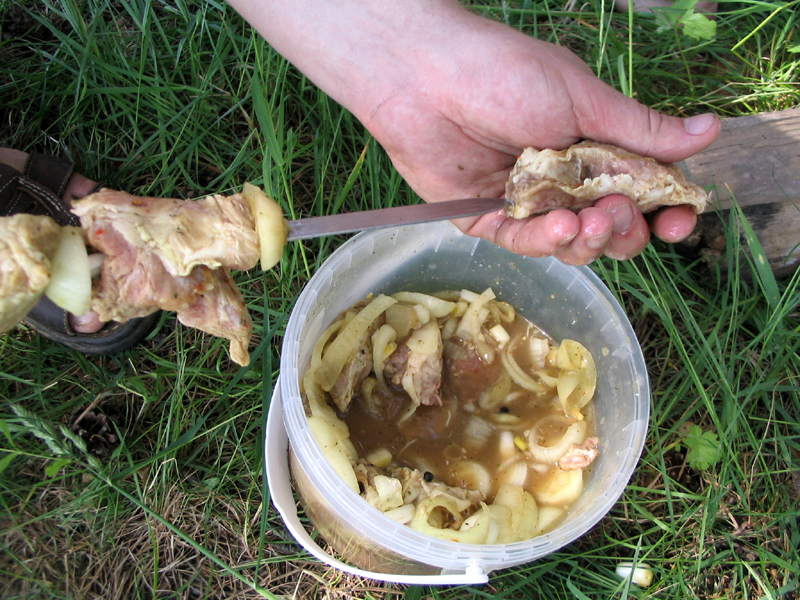
Нанизывание кусков мяса на острый шампур

Накалывание предметов на иглу демонстрировало идею крепежа. Тело прокалываемого предмета плотно обволакивает иглу и прочно удерживается. площади Первые ножи представляли собою острый камень, щепу, части кости с острыми краями. Точно так же, как в современном ноже, двумя основными частями первых ножей являлись клинок с острым лезвием (режущей кромкой) и рукоять. Режущая кромка образуется при раскалывании камня. Раскалывание может иметь самую различную природу. Человек, гуляющий по берегу моря, часто видит расколотые камни с острыми краями. Не надо обладать мощной фантазией, чтобы человеку спровоцировать раскол камней самостоятельно. Противоположная часть камня, удобно размещавшаяся в руке, являлась рукоятью. Это были первые инструменты, доставшиеся австралопитеку, примату-предку человека в готовом виде в раннем каменном веке. Первыми инструментами были камни, кости и палки. Камень, кость и древесина являлись и первыми материалами инструментов. Применение этих инструментов носило универсальный характер. Они использовались от добычи растительной пищи до применения в качестве оружия на охоте. Каменные артефакты лучше сохраняются с течением времени, нежели артефакты растительного происхождения. Кроме того, палку, использованную как орудие труда, трудно отличить от любой другой палки. Поэтому применение палки древним человеком в основном можно воображать, наблюдая поведение современных приматов (состав ДНК шимпанзе на 98,7 % общий с ДНК человека) и современных человеческих детей. Страсть к изобретательству в последние десятилетия была выявлена у шимпанзе и, как оказалось, имеет историю в несколько тысяч лет.

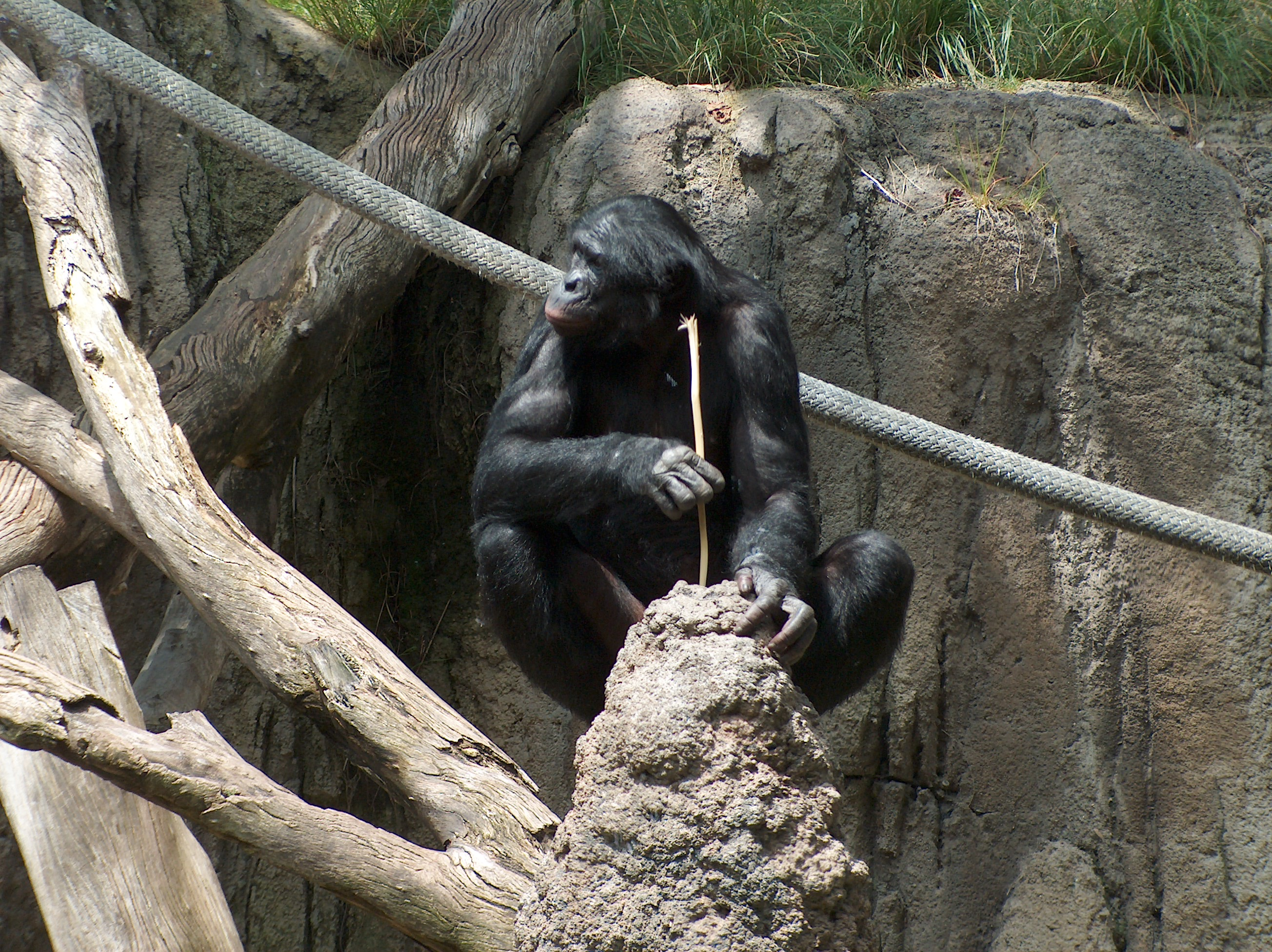
Шимпанзе добывает термитов острой палочкой.
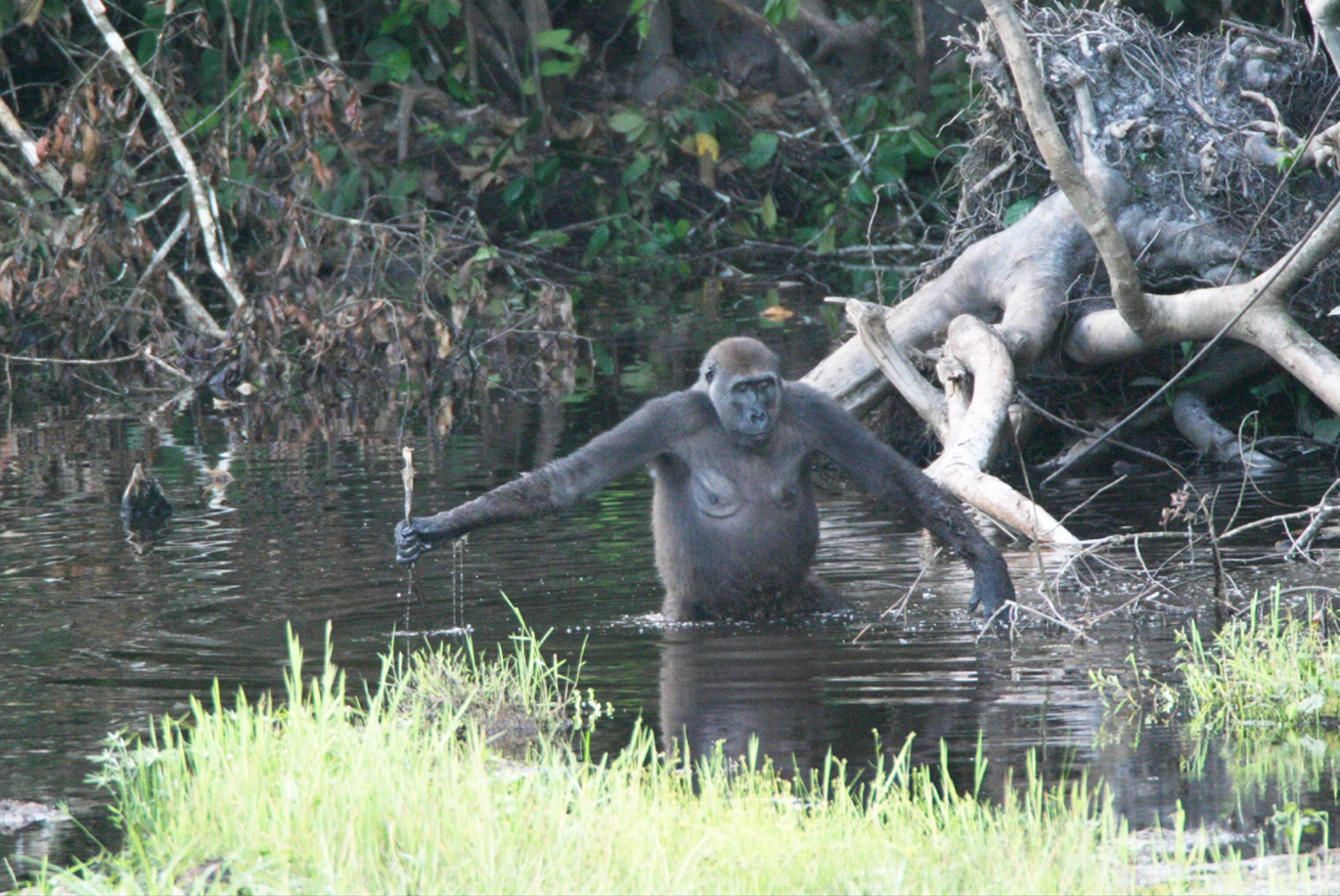
Горилла использует ветвь для измерения глубины водоема.

Шимпанзе при добыче термитов использует палочку-иглу. Причем, если игла оказывается не достаточно острой, обезьяна её заостряет. Таким образом, примат демонстрирует способность самостоятельно производить инструменты. Уже при использовании палки человек мог на интуитивном уровне ознакомиться с идеей рычага. Именно палка, вследствие упругих свойств древесины, продемонстрировала способность накопления потенциальной энергии упругости. Школьники младших классов с удовольствием забавляются метанием бумажных мякишей в доску или отвечающего ученика с помощью зажатой в парте одним концом линейки. Возможно, чем-то подобным занимались и первобытные люди. Как современных хулиганов, так и их более ранних предшественников расстраивало в основном то, что мякиши били по цели недостаточно сильно. При использовании камня для раскалывания, человек ознакомился с идеей накопления кинетической энергии. При падении камня накопление кинетической энергии происходило за счёт потенциальной энергии в гравитационном поле. Сброшенный группой охотников с утеса валун в эпоху позднего палеолита на стадо проходящих по дну оврага мамонтов позволял справиться с животным, многократно превосходящим человека по силе. При броске или ударе камнем, зажатым в руке, кинетическая энергия накапливалась в результате воздействия на камень работы мышц.

### Производствомеханических инструментов людьми
На всём протяжении антропогенеза качество создаваемых инструментов менялось.
Возможно, изготовлять орудия умели массивные австралопитеки Paranthropus robustus Австралопитеки достигли степени развития, позволяющей не только использовать в качестве орудий уже имеющиеся предметы, но и изготавливать их. Человек умелый (лат. Homo habilis) и человек прямоходящий (лат. Homo erectus), создатели олдувайской культуры (2,6—1 млн лет назад). Человек умелый использовал для изготовления инструментов кварц, месторождение которого находилось в нескольких километрах от стоянки. К произведённым инструментам относился не бережно, не хранил их, и после использования выбрасывал.
Примерно 1,8 миллионов лет назад кисти гоминоидов (человек-предшественник (лат. Homo antecessor)) в своей основе приобрели строение кисти современного человека. К морфологическим признакам рабочей руки антропологи относят сильное запястье, противопоставление большого пальца кисти и наличие широких, укороченных конечных фаланг пальцев. Такой набор признаков появился у человека умелого Homo habilis.
Использование подручных средств при умелом и вдумчивом воздействии друг на друга позволило значительно улучшить их функциональные качества. Историю развития ранних инструментов отслеживают в сменяющих друг друга олдувайской, аббевильской, клектонской, ашёльской культурах раннего палеолита. Каменные инструменты совершенствовались в среднем палеолите, верхнем палеолите, мезолите, неолите, в медном веке, в бронзовом веке, в железном веке. Процесс совершенствования продолжается в настоящее время, вбирая в себя наработки всего культурного наследия изобретений. В связи с недостатком артефактов, логику развития инструмента удобно изучать на основе мысленных экспериментов. В силу исторически сложившегося разделения труда между полами, Мейсон разделял изобретения инструментов, совершенные мужчинами и женщинами.

#### Освоение огня, явления вращения, свойств круга и симметрии

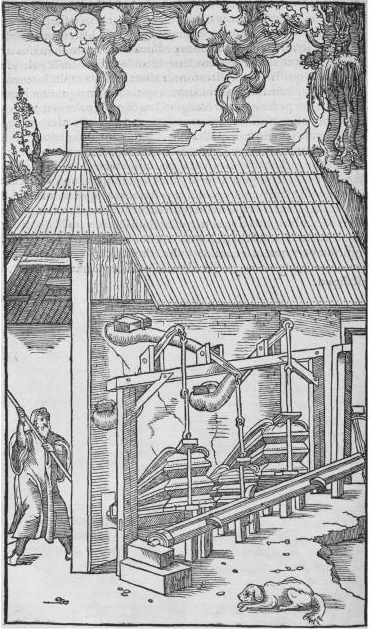
Мехи

Освоение огня осуществлялось человеком в течение сотен тысяч лет. Человек освоил зажигание огня и элементарный контроль над огнём. Современные исследования костей, возраст которых составляет около 1,5 млн лет, подвергнутых температурному воздействию, показал, что кости подверглись температурной обработке при 600 С. В то же время известно, что такой температуры невозможно достичь в открытом огне лесного пожара. Предел температуры открытого огня — 300 С. На основании этого был сделан вывод, что кости могли быть подвержены нагреву в специально оборудованном очаге, созданном человеком. Таким образом, предполагается, что 1,5 млн лет назад человек умел контролировать реакцию горения. В одном и том же месте раскопок в районе реки Иордан было обнаружено 12 культурных слоев. Во всех культурных слоях были обнаружены кремнёвые инструменты, подвергшиеся температурной обработке. Инструменты на протяжении культур и тысячелетий были локализованы в ограниченном пространстве. На этом основании был сделан вывод о существовании в этом месте очага, в котором человек контролировал огонь. Этот очаг отнесли к 790 тыс. лет назад. Температурный режим жилища — основная составляющая комфортного микроклимата. Жизнь в пещере имела преимущество по отношению к жизни на открытом пространстве. Преимущество заключалось не только в надежной защищенности от возможных внешних врагов, но и от осадков и ветра. Отсутствие горизонтального движения воздуха повышало эффективность полезного нагрева стен и воздуха жилища. Как тлеющие или горящие дрова в очаге, так и вертикальный поток продуктов горения образует вертикальный столб высокой температуры, обогревающий инфракрасными лучами окружающее этот столб пространство. Искусство полезного использования этого тепла состоит в оптимальном расстоянии между очагом и стенами. Первые известные жилые постройки имели диаметр 6—9 метров. Нары располагали по внутреннему периметру домов, на расстоянии наибольшего теплового комфорта. Человек освоил очаг, химический реактор (теплогенератор), являющийся инструментом поддержания реакции горения. Основным параметром эффективности реактора-очага являлась полезная тепловая отдача топлива.

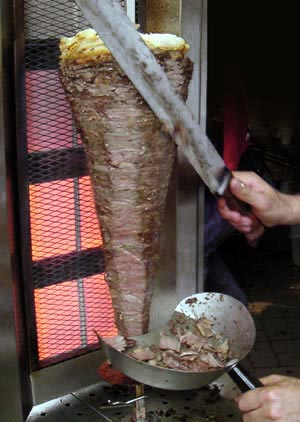
Вращение при термообработке мяса позволяет осуществлять равномерный прогрев

Огонь демонстрировал изменение физико-химических свойств веществ под воздействием высокой температуры. Для равномерной температурной обработки поверхности мяса куски мяса вращают вокруг оси, задаваемой острой палочкой (шампуром или вертелом). При этом с целью улучшения контроля над процессом ось фиксируется посредством углублений в стойках относительно источника тепла. Происходит не перекатывание палочки из стороны в сторону, а именно вращение вокруг оси. Перекатывание круглых предметов обнаруживается человеком при ходьбе. Наступая на круглый предмет, устойчиво стоящий человек, теряет равновесие и «земля уходит из-под ног». Таким образом, тяжёлые предметы, расположенные на валках (роликах), обнаруживают способность легкого перемещения в горизонтальной плоскости. Идея использования вращения вокруг оси для равномерной обработки изделия была известна с тех пор, как люди начали размягчать мясо температурной обработкой, а также высушивать одежду, поворачивая её относительно источника тепла.
Сечение вертела, имеющее форму, отличную от круглой, обеспечивает более плотное крепление кусков мяса на оси и предотвращает проскальзывание. Эта идея положена в основу шпоночного и шлицевого соединения диска и вала.
Известны факты высокотемпературной обработки материалов с целью увеличения их твердости. Также температурная обработка, совмещённая с технологией отщепов, позволяла в стибельской индустрии более эффективно изготавливать каменные орудия.
На первых этапах использование света, излучаемого при горении, и обогрева жилища усиливало ночную активность человека, приводило к повышению производительности труда и получению преимущества в выживании и распространении вида.

#### Освоение технологий разделения пространства
Технология выделения особой части пространства используется птицами при строительстве гнезд. Человек развивал эти технологии при пошиве одежды, строительстве, изготовлении тары, посуды и плавательных средств. Со временем идея разделения пространства перегородками воплощалась во множестве приспособлений, что в конечном итоге привело к появлению и развитию отраслей производства листового материала.

#### Раннийисредний палеолит

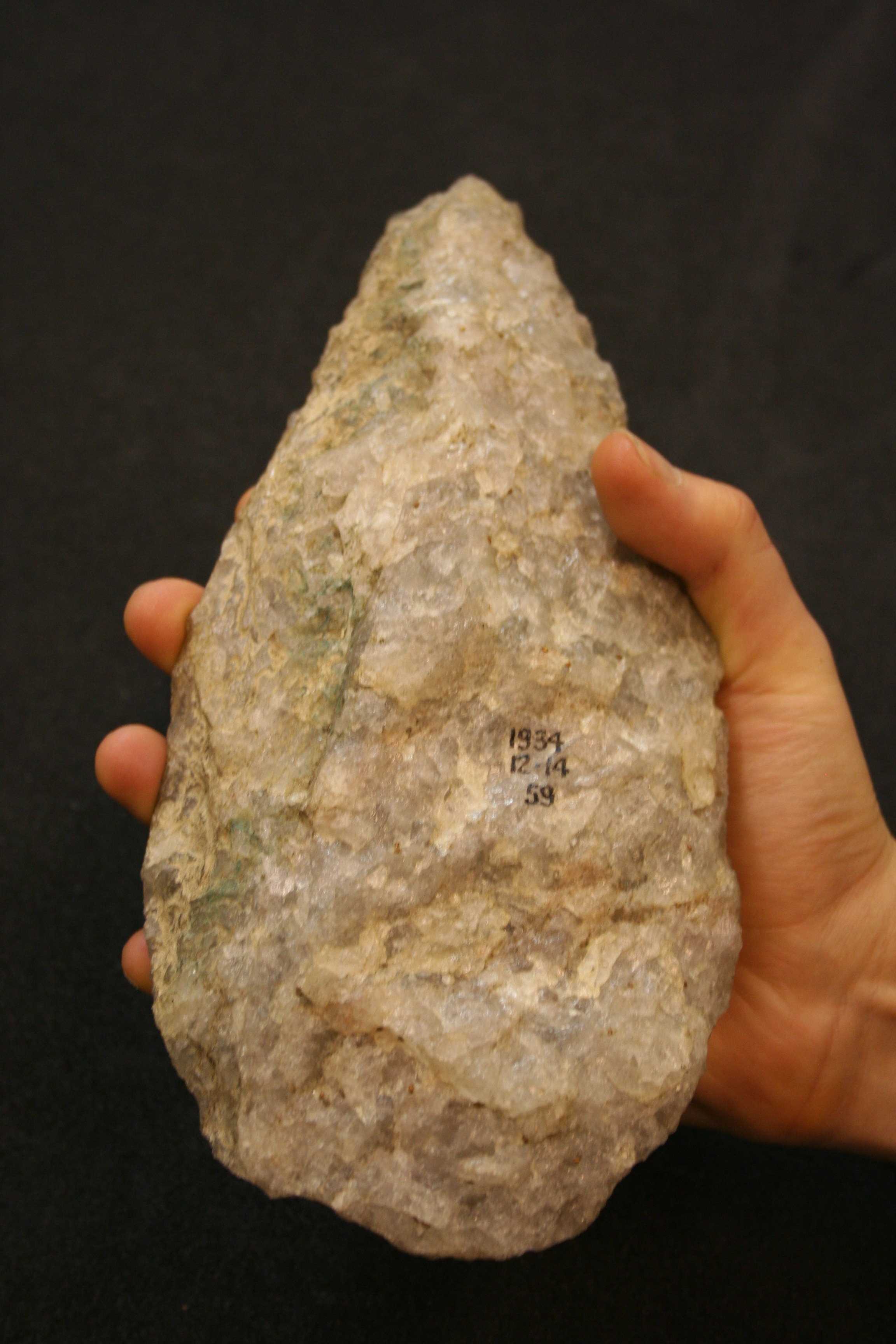
Рубило из Олдувайского ущелья, 1 млн лет назад

К концу раннего палеолита (600 тыс. лет назад) были достигнуты хорошие результаты в технологии изготовления элементарных каменных, костяных, деревянных орудий труда. Возникали первые самостоятельно изготовленные человеком деревянные и каменные инструменты — макролиты (чоппер, скребло, рубило, палка-копалка). Древнейший известный колун олдувайской культуры, обнаруженный Луисом Лики, относят к периоду 800 тыс. лет — 400 тыс. лет назад. В создании культуры раннего палеолита принимали участие как вид современного человека — кроманьонцы, так и вид неандертальцев.
Возрастом 400 тыс. л. н. датируется находка, которую можно интерпретировать как фрагмент сложного составного орудия — деревянная рукоятка с вырезом, в который, возможно, вставлялось каменное лезвие.
В эпоху среднего палеолита (от 150 000 до 30 000 лет назад) кроманьонцы и неандертальцы продолжают жить бок о бок, однако к концу среднего палеолита на Земле остался только вид современного человека- кроманьонца. Приблизительно 50 000 лет назад орудия труда, используемые человеком на разных континентах, стали приобретать признаки, сильно отличающие эти орудия в зависимости от места нахождения человека. До этого периода орудия труда человека, живущего на различных континентах, практически не различались. Пути технологического развития инструментов географически обособленными людьми расходились. Наиболее ярко это различие путей технологического прогресса было выявлено во времена пришествия европейцев на американский континент в средние века. Оказалось, что коренные американцы широко пользовались каменными технологиями в то время, когда Европа по принятой европейской периодизации перешагнула через железный век.

#### Навыки агрегатирования

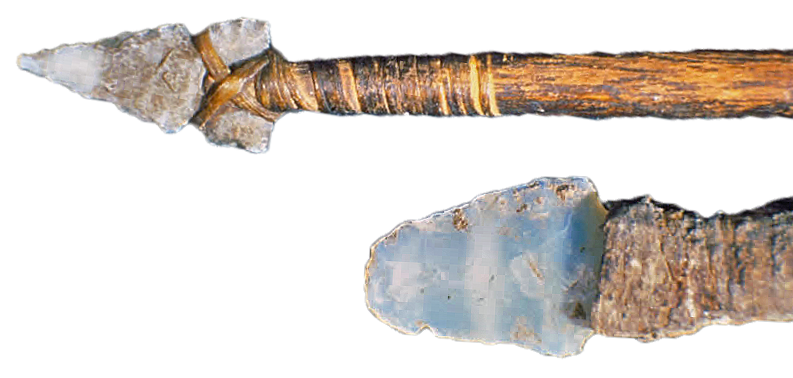
Крепление наконечника дротика и нож из Национального парка Меса-Верде

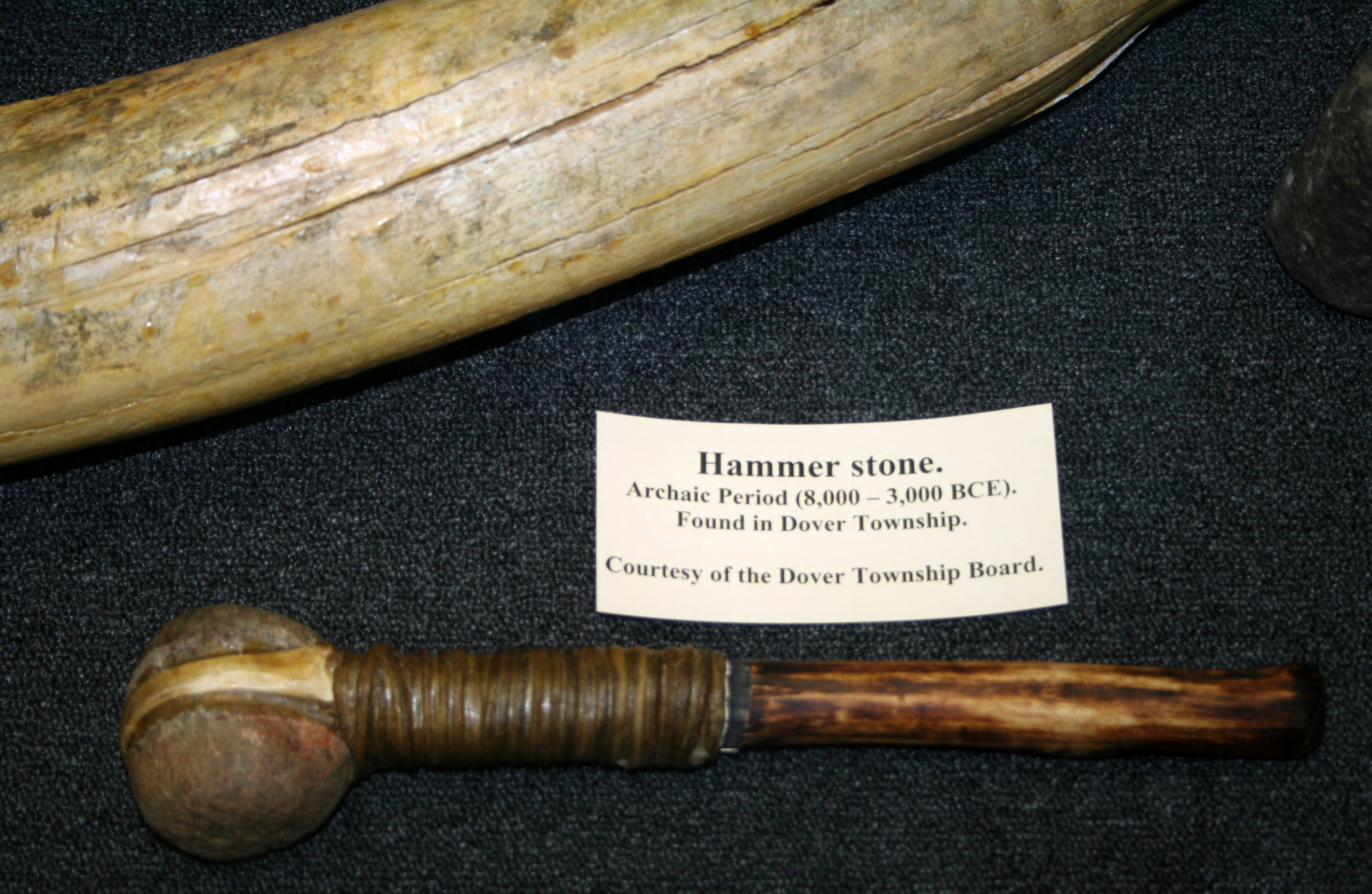
Крепёж в каменном молотке

В эпоху среднего палеолита, по данным многочисленных археологических находок, палеоантроп освоил несколько типов жилищ. Кроме стационарных пещерных жилищ, обнаружены жилища в малых углублениях, а также и на открытых пространствах. Жилища на открытых пространствах использовали как временные сезонные охотничьи стоянки. Поэтому развивались технологии, связанные со строительством сооружений на открытой местности. Появлялась необходимость развития технологий сооружения перегораживающих элементов строительных конструкций. Осваивалась техника крепежа путём связывания. Инструменты приобретали комбинированное устройство. «Палка» превратилась в эргономичную рукоять, удлиняющую руку, и механическая энергия человека переносилась острому камню-наконечнику опосредованно. Функции резца теперь выполнял наконечник сложного инструмента, такому наконечнику уже было необязательно иметь большую поверхность, необходимую для захвата инструмента рукою. Инструмент становился более миниатюрным и приобретал большую проникающую способность и мобильность по отношению к обрабатываемому предмету. На рубеже среднего палеолита и верхнего палеолита зафиксирована мало изученная в настоящее время атерийская культура, в которой производились наконечники стрел. Этим же временем датируют ранние технологии изготовления украшений.

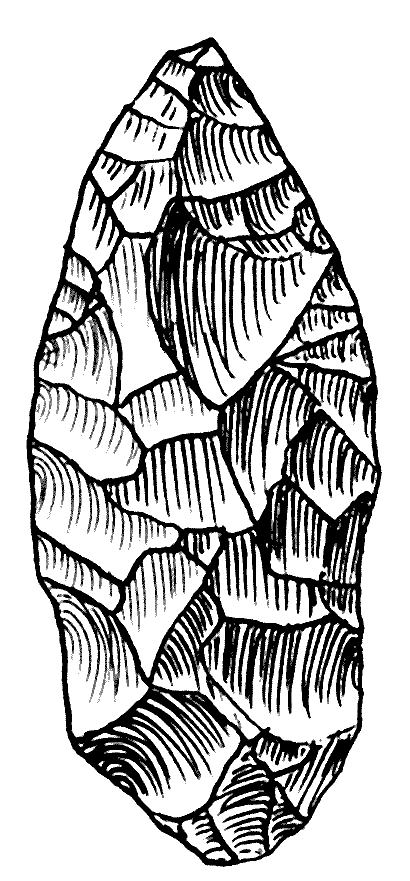
Атерийская обоюдоострая проколка.
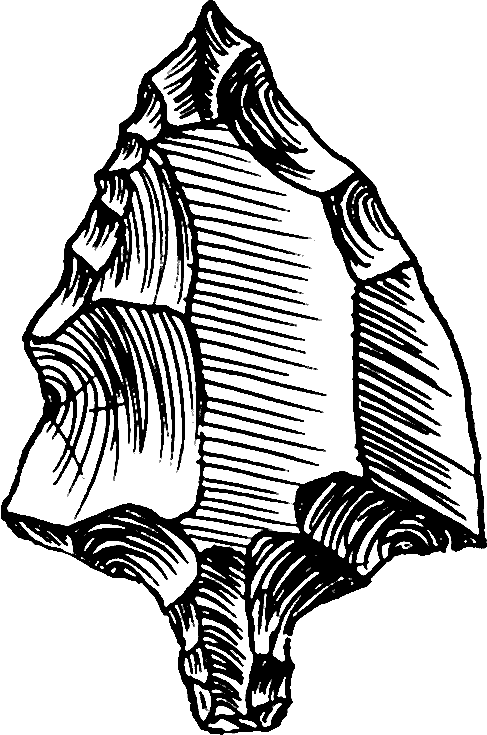
Атерийский остроконечник.
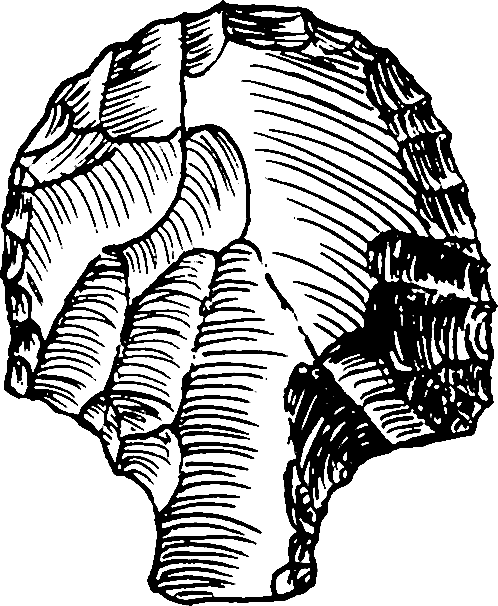
Атерийский скребок.

Молот, ранее, скорее напоминавший валун, приобретал вид современного молота или молотка, снабжённый рукоятью. Появилось копьё. В копье была развита идея накопления инструментом кинетической энергии при контакте руки и инструмента во время броска. Можно было добиться большей совокупной массы метательного снаряда. Поэтому в копье можно было накапливать при броске большее количество кинетической энергии, нежели в камне. Возникала задача рационального использования этой накопленной кинетической энергии. Необходима была работа над совершенствованием поражающей части копья-наконечника. В основе использования каменного наконечника лежало техническое решение совмещения в одном изделии ценных качеств составных частей, созданных из разных по своим физико-техническим характеристикам материалов. Камень легко делался острым. Но он был хрупким. Деревянная рукоять не была хрупкой, но довести её до способности резать, аналогичной острому камню, представлялось проблематичной. Крепеж с использованием волокнистых материалов воплощал в себе множество физико-технических идей. Впоследствии эти идеи были описаны математически в теории узлов. В частности, обнаруживалось, что при вытягивании свободного конца верёвки сила, притягивающая стягиваемые предметы, кратно превосходила силу воздействия на свободный конец. Открывались свойства блока. Хорошим материалом для крепления являлись полосы сырой кожи. Сырая кожа после высыхания демонстрировала изменение своих физико-химических свойств. В процессе сушки кожа стягивала скрепляемые части, а затем необратимо превращалась в твердую обволакивающую муфту. Кроме того, в процессе сушки происходило затвердевание кожи и принятие ею заранее планируемой формы. Эта технология использовалась для формирования элементов одежды, а впоследствии и для изготовления лодок. Нанизывание предметов на ось с целью украшения в эпоху среднего палеолита демонстрировало способность оси удерживать предметы друг около друга.

#### Верхний палеолит
Создателем культуры верхнего палеолита являлся единственный оставшийся на Земле вид человека — кроманьонец. Технология сочленения составных частей сложного инструмента, кроме материалов крепежа и искусства этого крепежа, требовала проработки геометрических форм соединяемых деталей. Для прочного соединения должны были быть обработаны поверхности соприкосновения соединяемых деталей. В одном случае делались специальные выступы для укладки в них волокнистого крепежа. В другом случае шейка, к которой крепилась рукоять, делалась более узкой, чем лезвие. Таким образом, при ударах топором рукоять по инерции смещалась в сторону лезвия. Такая конструкция являлась саморегулируемой.

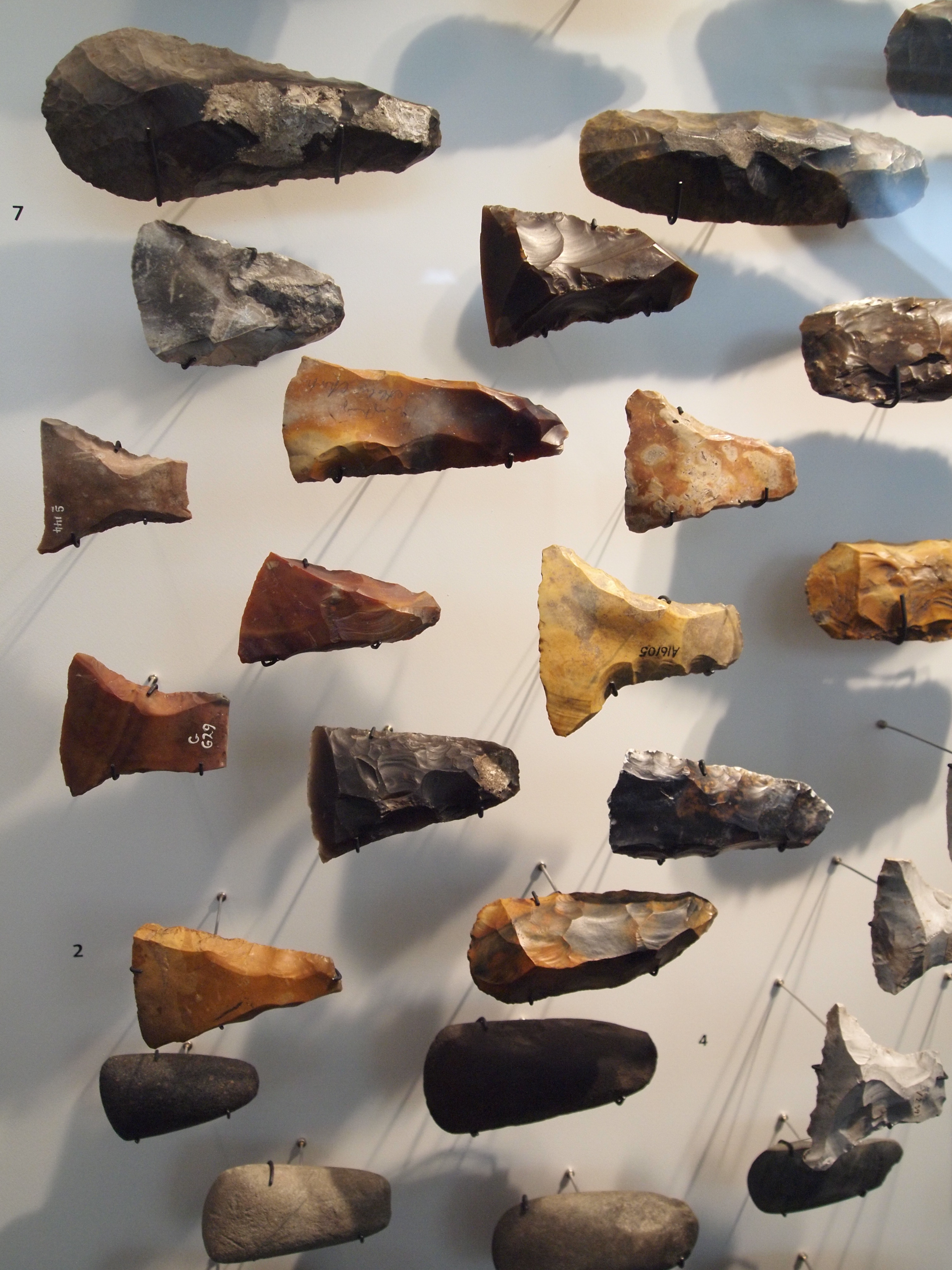
Каменные топоры и тёсла в Национальном музее Дании
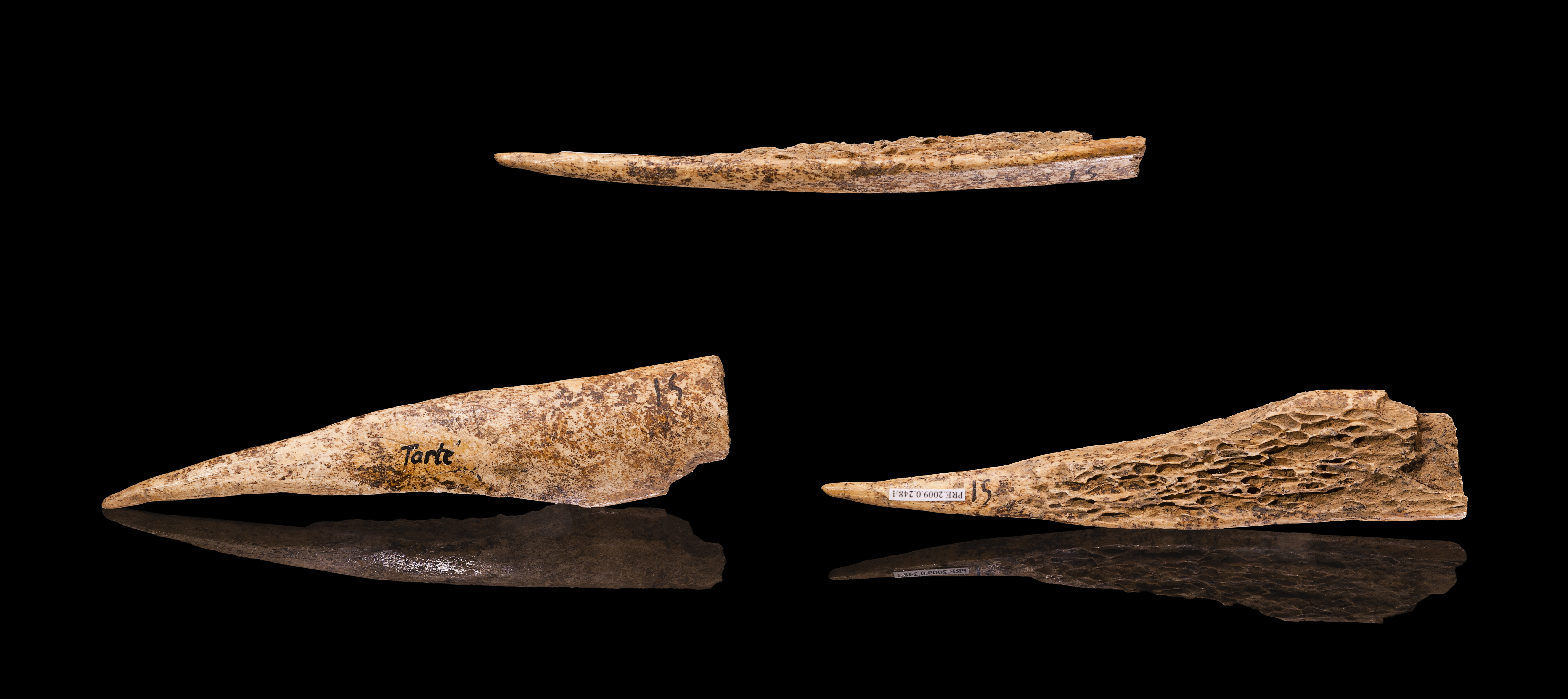
Проколка верхнего палеолита
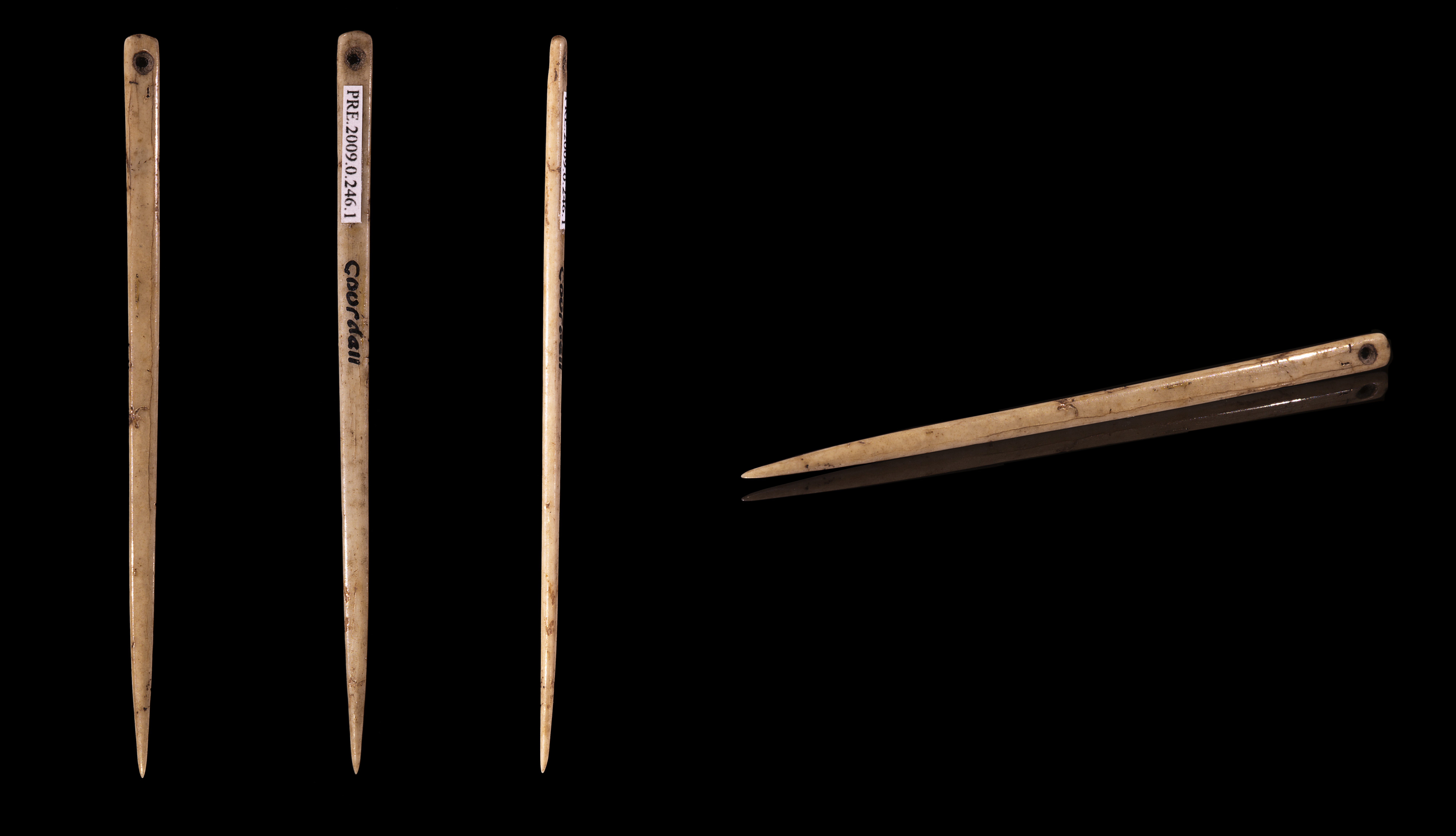
Швейные иглы Мадленской культуры конца верхнего палеолита, найденные на юге Франции. Музей г. Тулузы

Соединение элементов одежды воедино выполнялось теми же волокнистыми материалами. Для прочного захвата кожи нитью необходимо было в коже делать отверстия острым инструментом. Изготовление отверстий в материале и использование их в технике крепежа, в отличие от крепежа путём обвязывания соединяемых деталей, приводило к более компактному виду изготавливаемых изделий, и к улучшению надежности соединения. Одновременно предмет, продетый в отверстие, демонстрировал свойства оси и свойства перемещения предметов вокруг оси. В силу механических свойств кожи проделанное отверстие после извлечения из него прокалывающего инструмента уменьшается в диаметре. Это затрудняет продевание в это отверстие нити. А усилия, затраченные для образования отверстия диаметром более необходимого, оказываются напрасными. Эта техническая задача в позднем палеолите (35—12 тыс. лет назад) была решена с помощью нового инструмента — иглы с ушком, швейной иглы. Швейная игла позволяла совместить в одной технологической операции как прокалывание, так и продевание нити в отверстие. Верёвка и палка позволяли перенести точку приложения силы на удалённое расстояние. При этом верёвка была способна перенести точку приложения силы путём вытягивания при условии закрепления к точке приложения силы. Причем верёвка позволяла переносить не только точку приложения силы, но и ось приложения силы. Палка без труда демонстрировала способность переноса точки приложения силы при толкании.

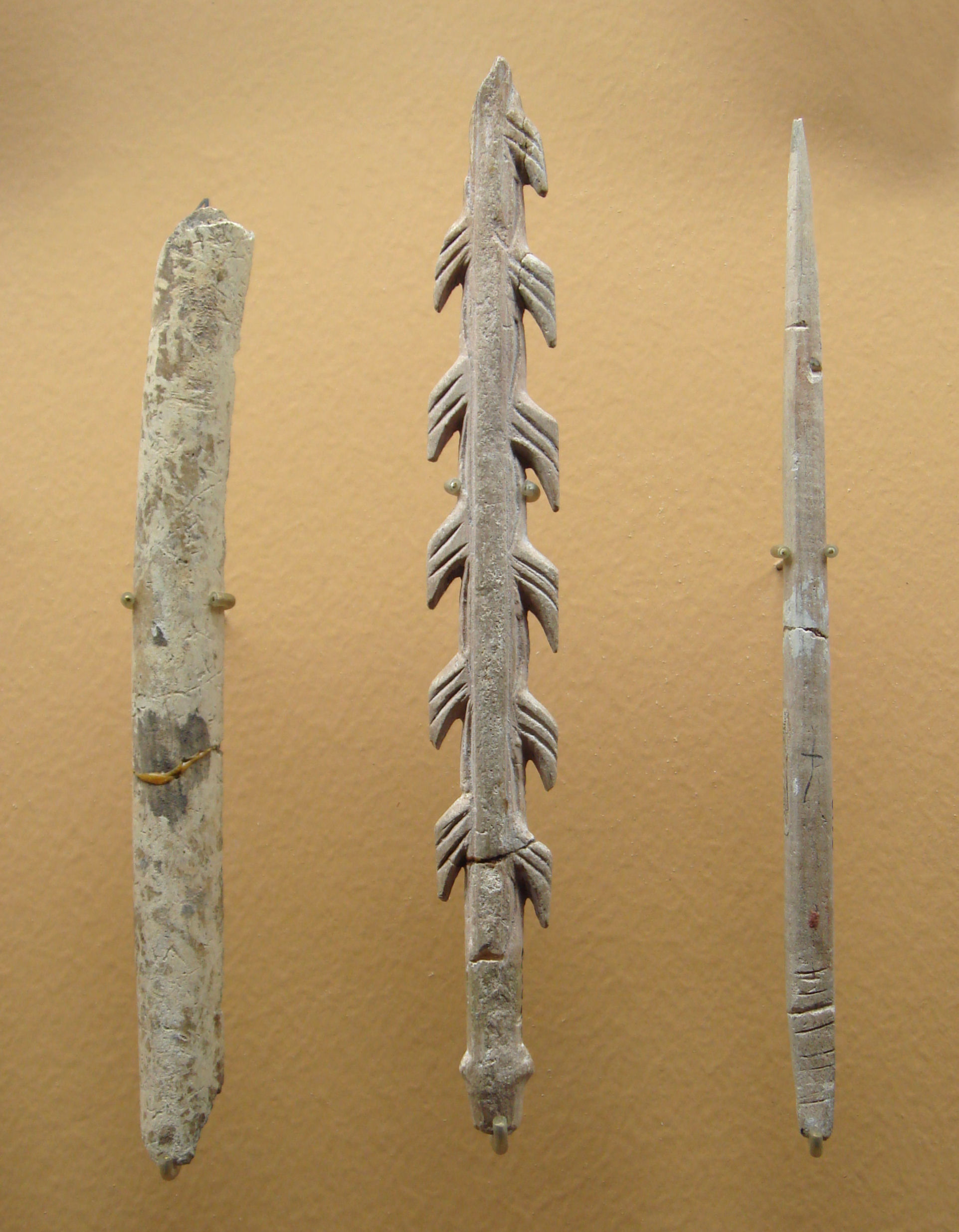
Мадленские инструменты и оружие, найденные на стоянке ля Мадлен, Франция
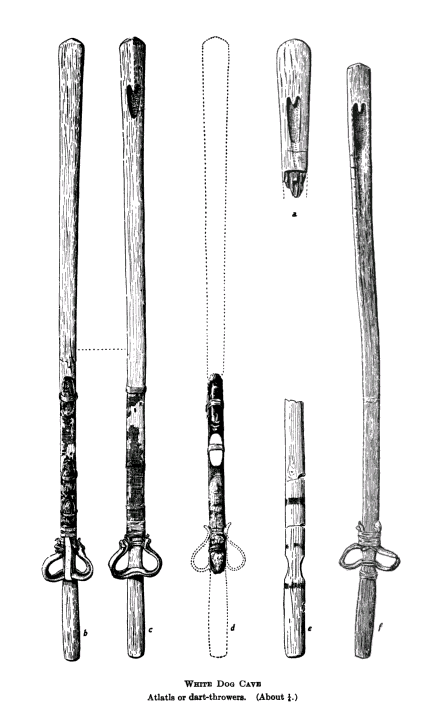
Копьеметалки из пещер северо-востока Аризоны
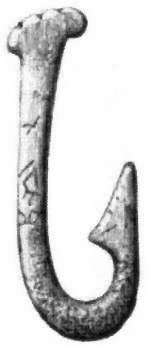
Рыболовный крючок из кости, в статье «Каменный век»[32] в Nordisk familjebok
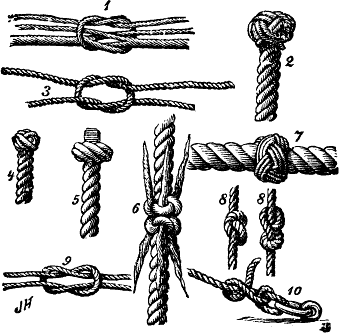
Крепеж узлами
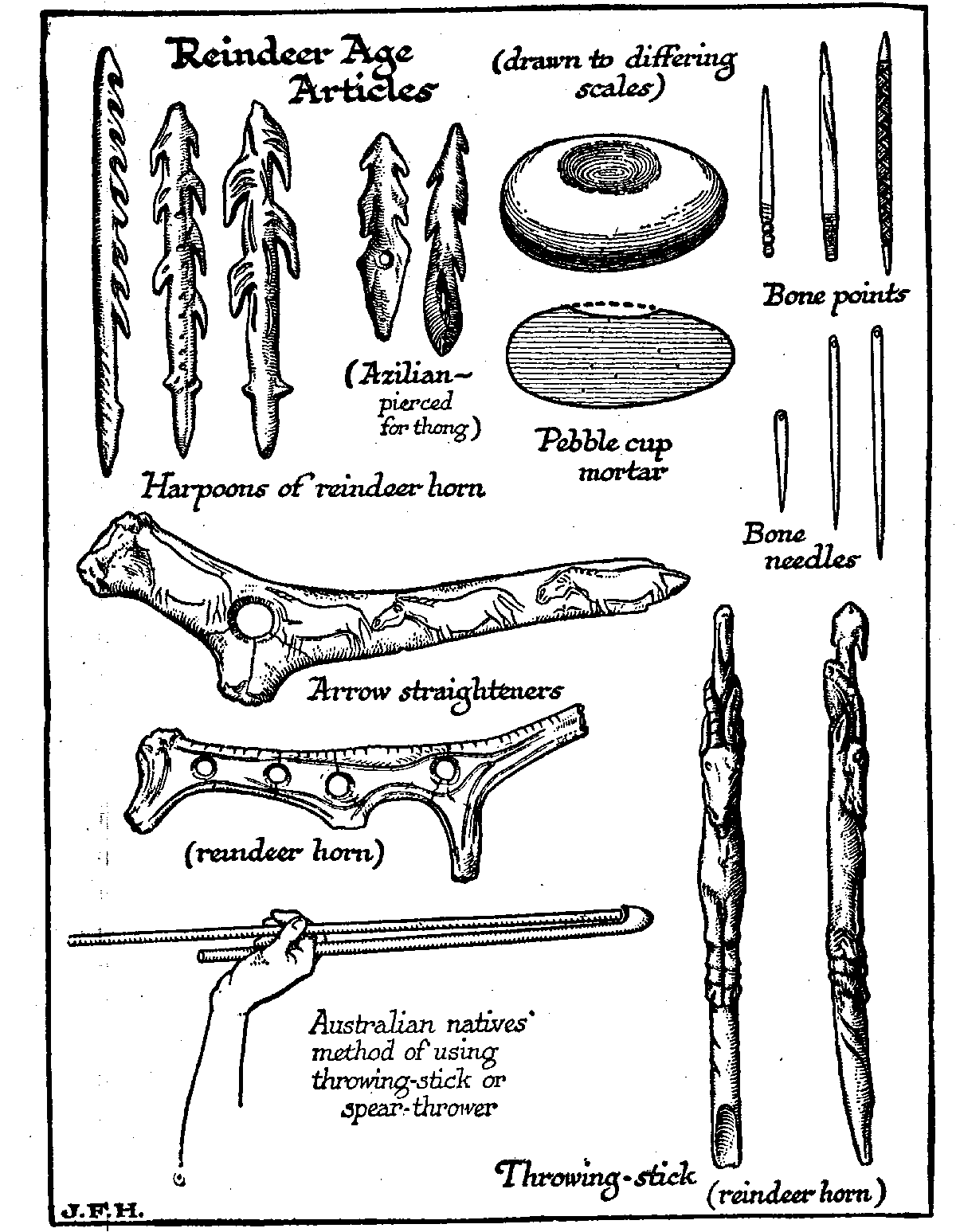
Европейский палеолит, инструменты из кости северного оленя

Для переноса точки приложения силы палки посредством вытягивания требовался крюк. Моделью крюка легко мог служить сук на палке. Для приложения силы на конце верёвки при вытягивании могли служить либо крепление посредством узла, либо крюк, простейшим прообразом которого мог служить отходящий побег от массива стебля. Крюк являлся более мобильным и технологичным средством прикрепления конца верёвки, нежели узел. Крюк демонстрировал свойства потенциальной ямы. Рыба, попавшая на крючок, проявляя колебания, продолжала оставаться на крючке. Второй малый крюк на острие рыболовного крючка усиливал эффект свойства потенциальной ямы.
Идея переноса точки приложения силы руки к другому предмету прекрасно была воплощена в удочке, в копьеметалке. При использовании копьеметалки рука действовала на копье опосредованно, через копьеметалку. В копьеметалке и каменном топоре была отражена идея накопления кинетической энергии в результате мышечной работы, являющейся произведением силы, воздействующей на метательный снаряд и длины отрезка пути воздействия этой силы. Эта же идея была воплощена в молоте с рукоятью. Рукоять позволяла увеличить длину пути массивной части молота. Таким образом появлялась возможность накопить большее количество кинетической энергии при взмахе, нежели при работе молотом без рукояти.
В качестве рабочих частей инструмента верхнего палеолита использовался как камень, так и кость, в частности, северного оленя.

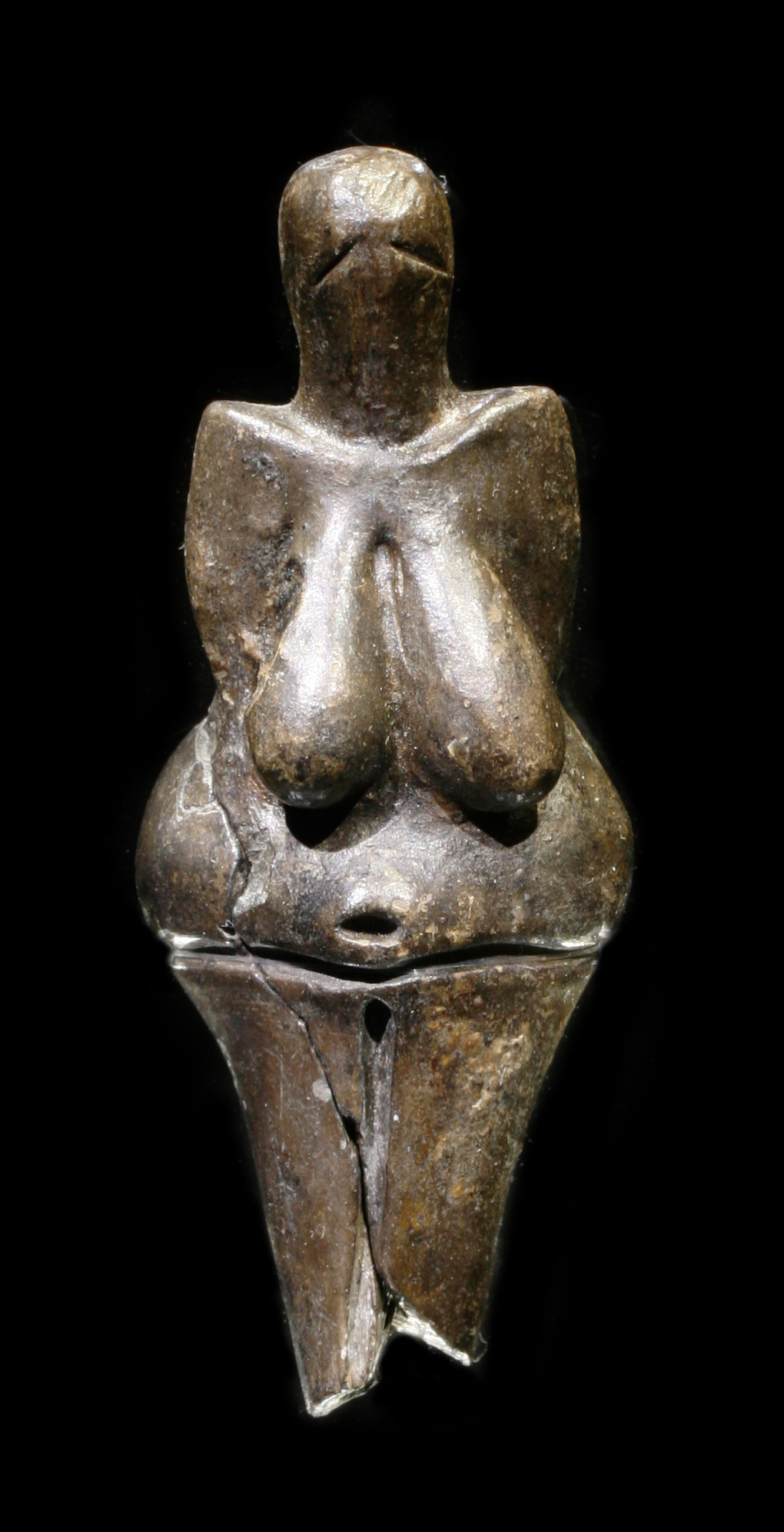
Вестоницкая Венера, керамика, 29—25 тыс. лет до н. э. Моравский музей г. Брно
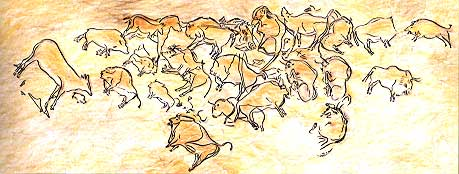
Рисунки в Альтамире

В конце палеолита появилась возможность заниматься искусством. Произведения искусства, выполненные этими инструментами, демонстрировали выразительность и изящность.
Вестоницкая Венера — «палеолитическая Венера», обнаруженная в Моравии, является древнейшей известной науке керамической статуэткой. Изделие принадлежит граветтской культуре и датируется между 29 000 и 25 000 гг. до н. э.
Древнейшие находки керамической посуды на Дальнем Востоке относят к эпохе позднего палеолита.

#### Мезолит. Сложное агрегатирование. Множественность идей, воплощённых в инструменте
В эпоху мезолита (от 15 до 6 тысяч лет до н. э.) был создан лук. Лук воплотил в себе идею переноса точки приложения силы не только вдоль оси действия силы, но и переноса оси действия силы, идею упругости древесины, идею накопления энергии мышц в потенциальной энергии упругости, идею превращения потенциальной энергии упругости в кинетическую энергию стрелы. Кинетическая энергия выпущенной стрелы значительна. Форма наконечника и крепежа требовали специальной проработки.

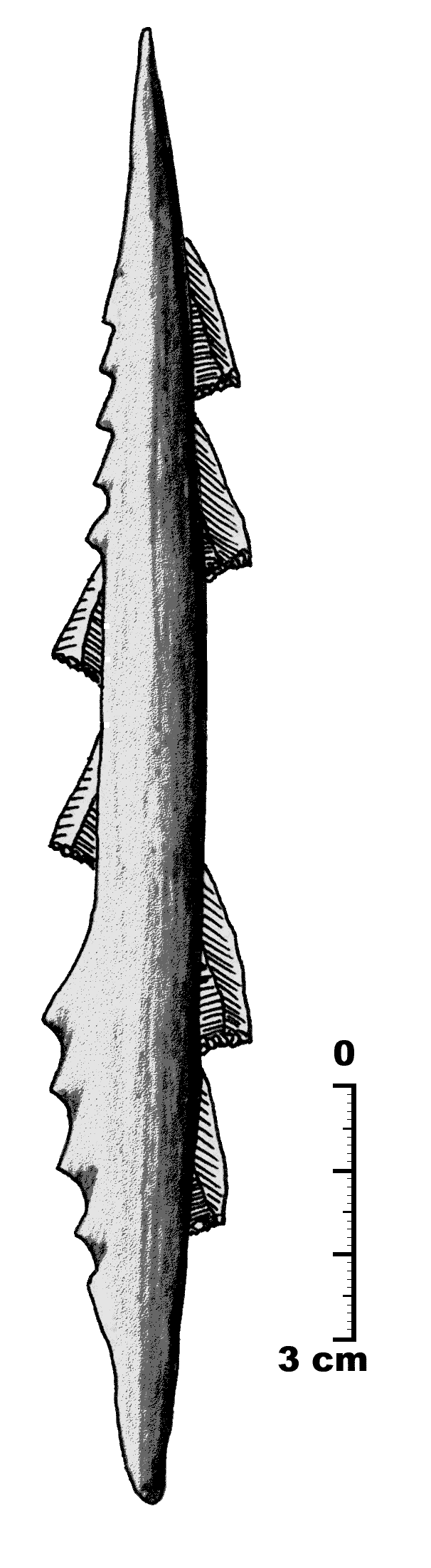
Гарпун эпохи мезолита, выполненный по технологии микролитов
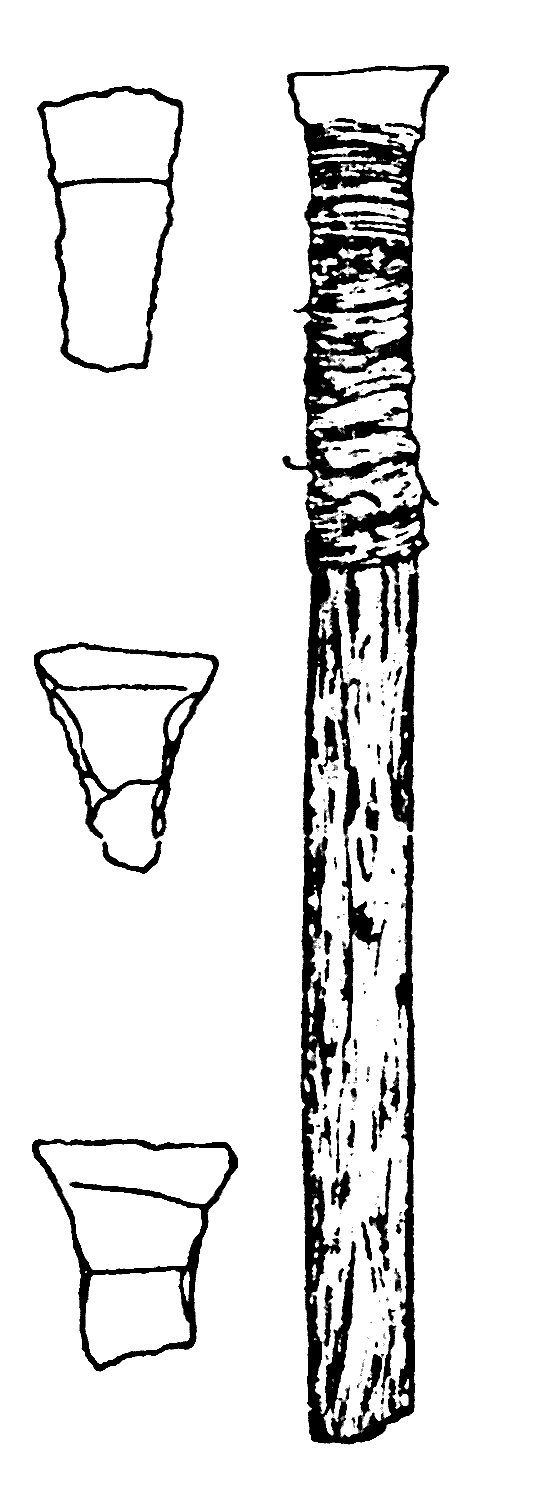
Стрела эпохи мезолита, выполненная по технологии микролитов
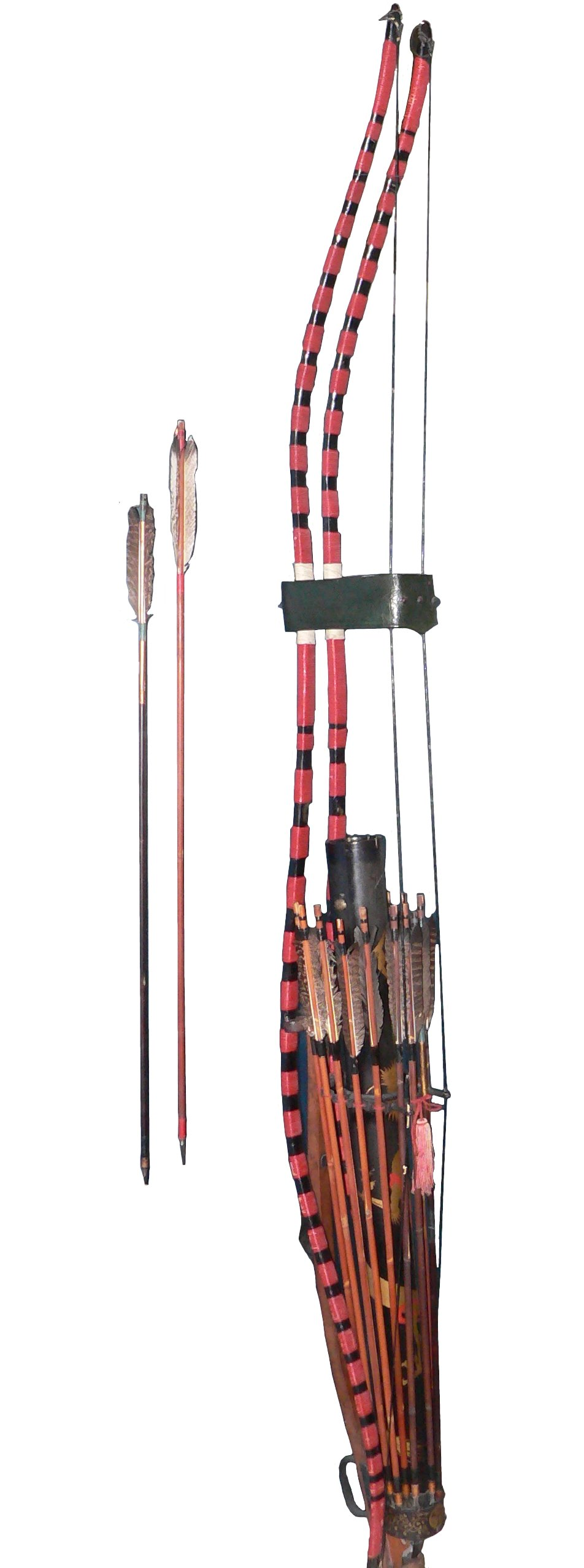
Лук
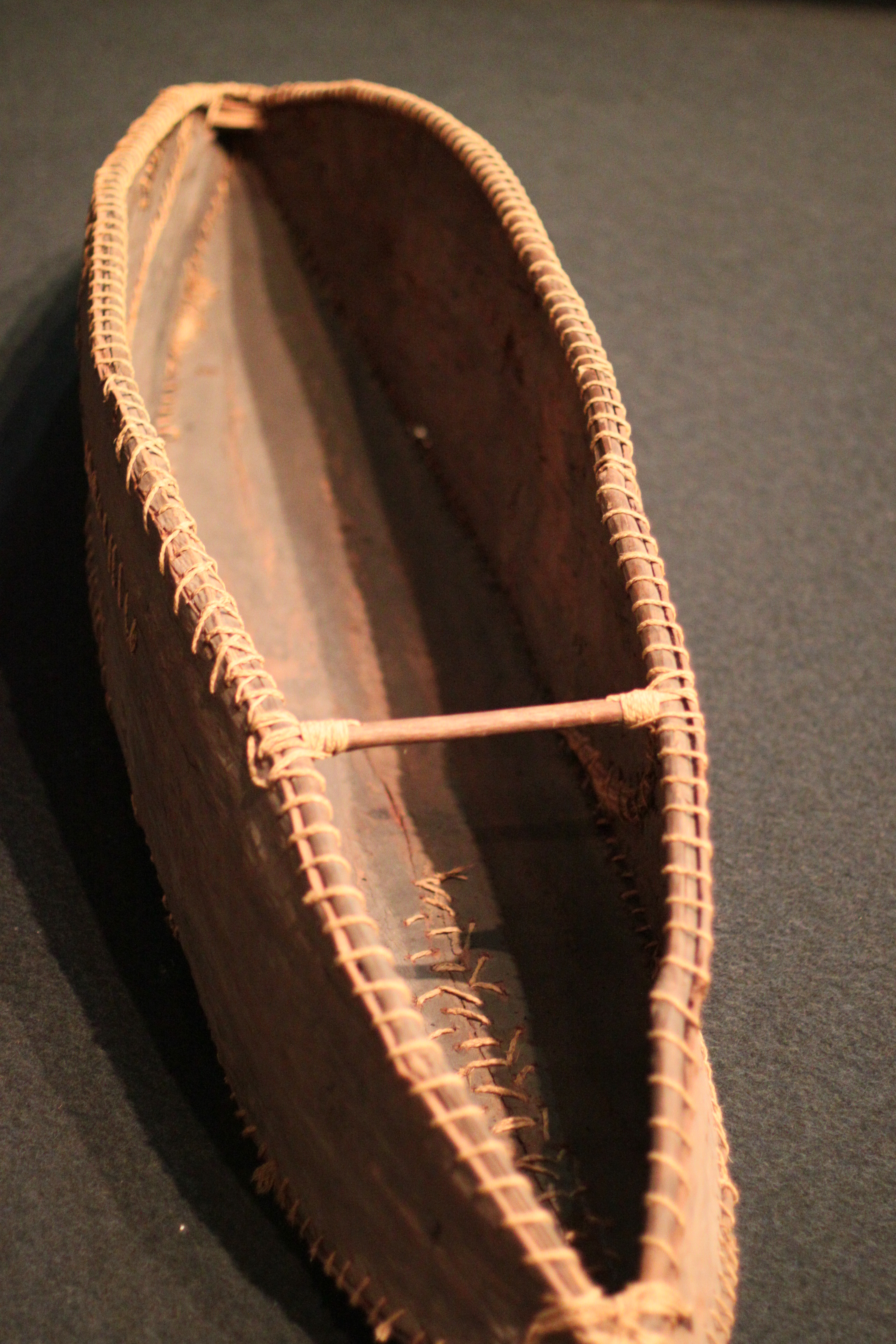
Кожаное каноэ
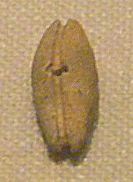
Грузило культуры дзёмон, Япония

Находки первых костяных наконечников стрел и игл в пещере Сибуду относят к давности 61000 лет назад. Однако находки в пещере Сибуду являются в настоящее время большой загадкой, потому что остальные известные найденные наконечники стрел датируются временем на 20 тысячелетий позднее. Наиболее ранние находки рыболовных крючков, в Костенках, датируют 40 тыс. лет назад.
Результаты коллективного творчества людей всегда вызывали восхищение и благоговение. Известны храмы, заложенные в девятом тысячелетии до н. э. Каменные фрагменты храмов имеют массу в несколько десятков тонн. Для передвижения таких фрагментов требовалась одновременная слаженная работа нескольких сотен рабочих. Более поздние шедевры таких технологий тысячелетия восхищают нас.
К концу палеолита-началу мезолита была освоена технология крепежа путём связывания или вклеивания смолой. Развивается технология микролитов, включающая техники откалывания пластин от нуклеусов по методике Леваллуа. Технология микролитов явилась развитием технического решения совмещения в одном изделии ценных качеств составных частей, созданных из разных по своим физико-техническим характеристикам материалов. Острый камень наконечника копья разрушался при ударе о камни. Изготовление каменного наконечника представляло собою трудоемкий процесс. В то же время мелкие острые камни, образующиеся при сколах кремня или обсидиана, имелись в большом количестве. В то же время при разрушении одного из микролитов в составе копья, остальные оставались на месте и продолжали выполнять свои функции. Микролиты располагали острыми краями по направлению к поражающей стороне копья. Таким образом, копьё, прикоснувшееся к плотной коже или чешуе, прорезало эту оболочку. Движение копья (гарпуна) в направлении извлечения затруднялось из-за упирания в тупые части микролитов. Особую ценность эта особенность имела при использовании в гарпуне. Поражённая рыба не должна была ускользнуть от охотника.
Значительное количество разнообразных орудий труда эпохи мезолита найдены в раскопках натуфийской культуры и описаны Эммануэлем Анати. Натуфийцы осваивали основы земледельческих знаний. Они занимались сбором зерна дикорастущих злаков с помощью специальных жатвенных ножей. Осваивались технологии разделения пространства. В результате выделялись хранилища запасов в ямах-зернохранилищах. Натуфийцы пользовались приручёнными собаками. Молотое зерно растирали в муку пестом в ступе. Найдены ёмкости, сделанные из страусиного яйца.

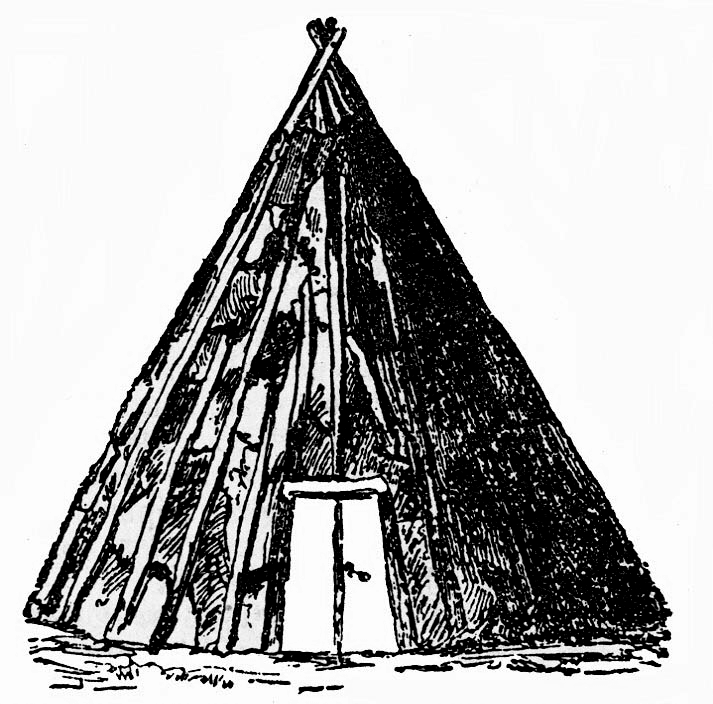
Чум
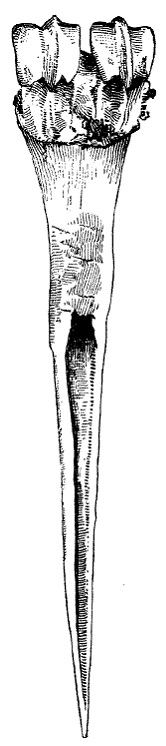
Шило для плетения корзин
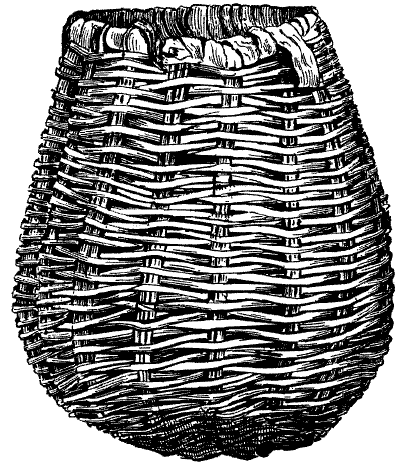
Корзина

Технологии хранения зерна заключают в себе комплекс технологических операций, связанных с сушкой, проветриванием, поддержанием режимов температуры и влажности, защитой от вредителей. Хранение зерна в корзинах позволяет разделить большой объём на более малые и улучшить вентиляцию. Корзина имеет не только жесткий каркас, позволяющий осуществлять транспортировку и обособленное хранение содержимого, но и в силу конструкции стенок, проветривать содержимое, избавляя от излишков влаги. Нетрудно себе представить, как корзина, забитая остатками мокрой глины, превращается в сосуд, удерживающий воду. Таким образом, освоение образования форм поверхностей путём плетения явилось шагом в изготовлении герметичных, водонепроницаемых поверхностей из глины. Само плетение корзин представляло собою сложный технологический процесс и изящное искусство. Хотя корзины у натуфийцев найдены не были, были найдены инструменты, предположительно использующиеся для их плетения. Люди оставляли пещеры и перемещали своё жильё поближе к источникам средств существования. Простейшие быстро возводимые жилища и укрытия (шалаши и чумы) замещались добротными стационарными полуземлянками со стенами, выполненными каменной кладкой.
В конце мезолита уже производили хирургические операции трепанации черепа. Причем эти операции широко практиковались. Из 120 черепов в захоронении во Франции, датированных 6500 лет до н. э., 40 имели отверстия Множество этих отверстий имели структуру зажившей травмы, что указывает на успешность проведённых операций.
Древнейшая найденная лодка-долблёнка — чёлн из Пессе — также относится к эпохе мезолита.

#### Неолит
На Ближнем Востоке неолит начался около 9500 лет до н. э.. В эпоху неолита произошла неолитическая революция — экономика охоты и собирательства была дополнена более производительной и менее рискованной экономикой сельского хозяйства — животноводством и растениеводством.

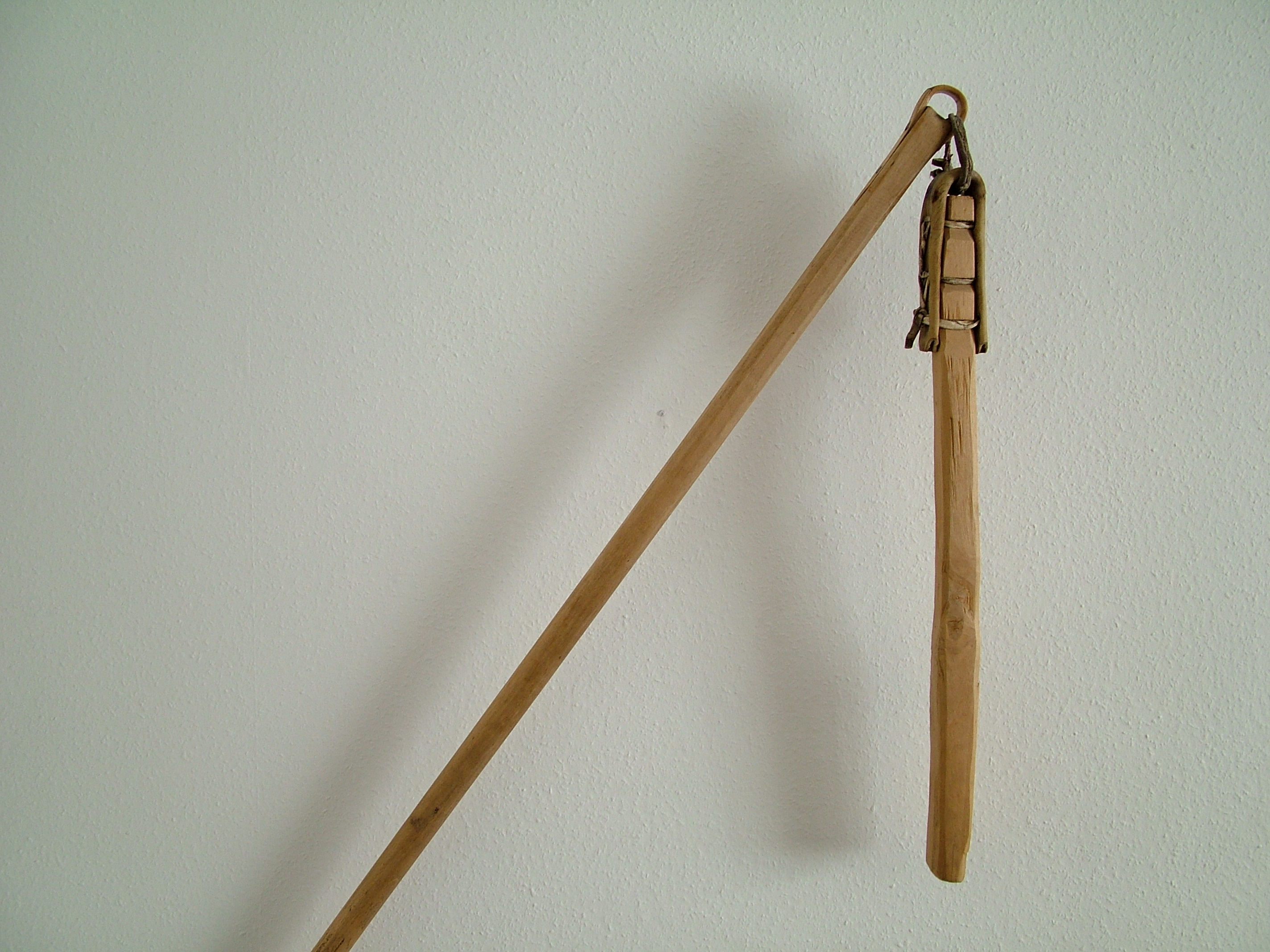
Цеп — кинематическая пара нижнего уровня
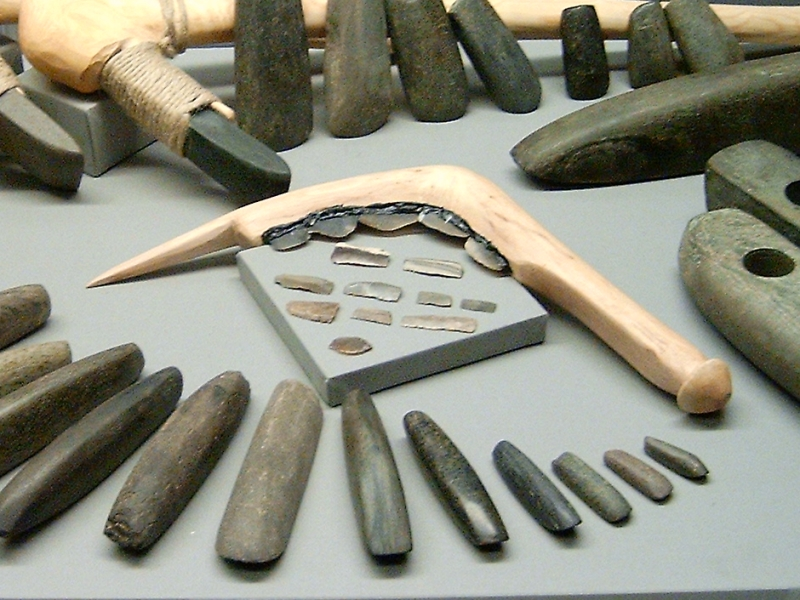
Реконструкция неолитического серпа

Развивается логистика. Известные культуры неолита — культура линейно-ленточной керамики (5500—4500 гг. до н. э.), культура накольчатой керамики (около 4600—4400 гг. до н. э.), рёссенская культура (4600—4300 гг. до н. э.), михельсбергская культура (около 4400—3500 гг. до н. э.), культура воронковидных кубков (4000—2700 гг. до н. э.).

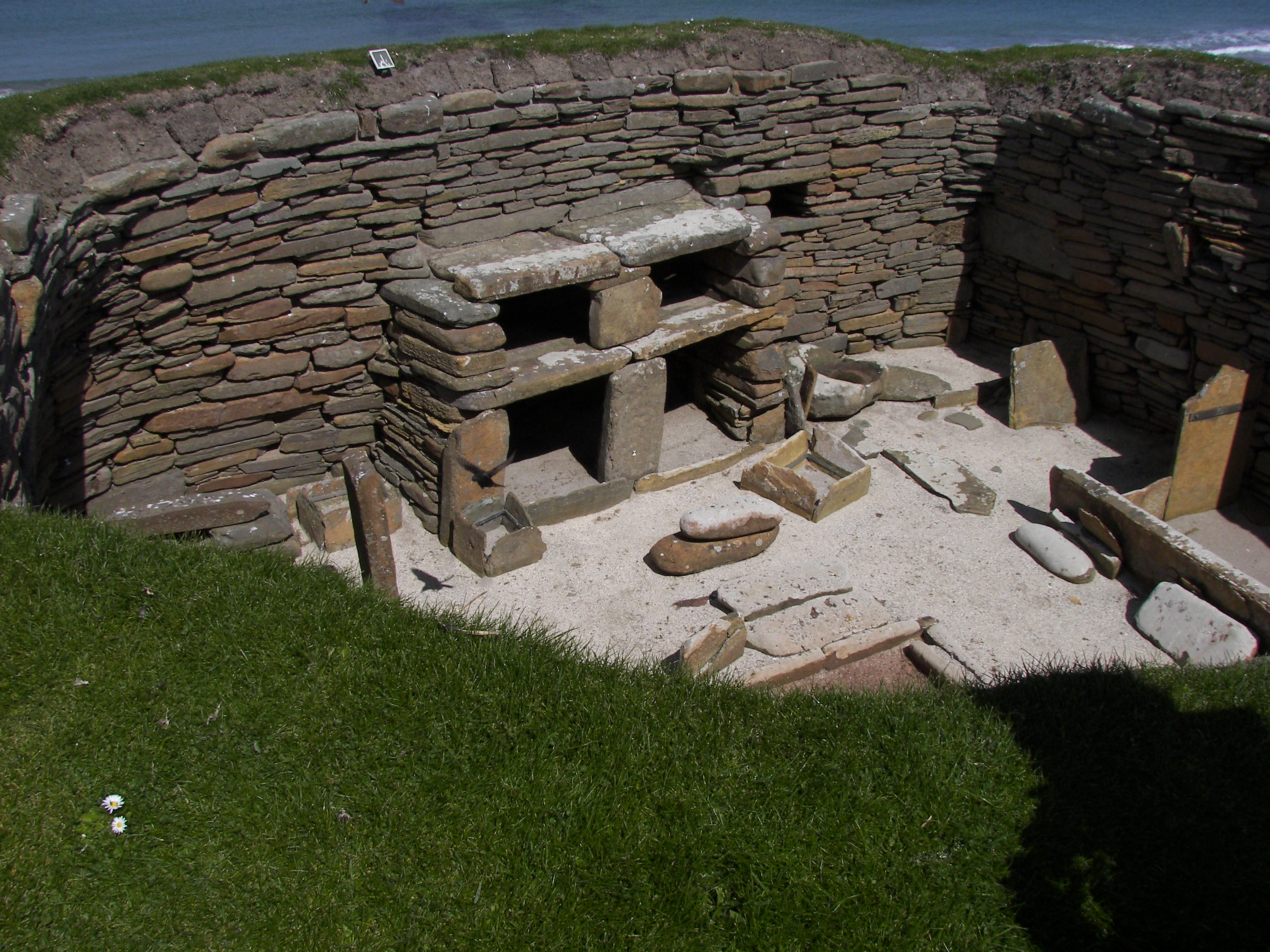
Технология кладки камня Скара-Брей

Мегалиты мезолита и неолита свидетельствуют не только о высокой организации общества, но и высоком уровне технологий, использовавшихся для сооружения храмов и обработки камня. Развитие технологий строительства и укладки камня можно увидеть в Нэп-оф-Хауар и Скара-Брей. Понимание явлений трения и скольжения привела к применению шлифования к граням режущих и рубящих инструментов.
К концу неолита освоено гончарное ремесло, изобретен гончарный круг и применен высокотемпературный обжиг в печи. Сам по себе гончарный круг, в силу современного использования термина «инструмент» не является инструментом, однако, к своему времени появления, он явился воплощением инженерной мысли, накопленной человеком на протяжении сотен тысячелетий и опробованной на более простых инструментах.
Инженерные решения, воплощённые в гончарном круге, явились воплощением идей, ранее прослеживавшихся в более простых инструментах. Это не только агрегатирование идей, касающихся изобретения этого станка, но и эффектное встраивание сложного технического решения в технологическую цепь (процесс преобразования простых материалов как формовкой, так и термическим воздействием). Появление глиняной посуды было заметным явлением как в технологическом, так и в культурном аспекте. Варка продуктов питания теперь высокотехнологично производилась в ёмкости.
Пища, приготовленная в ёмкости путём варки, имела консистенцию, отличную от консистенции пищи, приготовленной на огне путём поджаривания на вертеле. В результате появился удобный инструмент, предназначенный для транспорта такой пищи ко рту — ложка.
Известны два способа формовки глины. В Америке до пришествия европейцев местные индейцы использовали для формирования гончарных форм способ укладки тонкого глиняного жгута по спирали. Гончарный круг не использовался. Основной узел гончарного круга — это подставка, наглухо закреплённая на оси. Далее ось этого приспособления могла быть установлена в той или иной части рабочего места гончара. Ось в совокупности с направляющей оси образовывали кинематическую пару высшего уровня.

#### Медныйибронзовыйвека
Среди сохранившихся инструментов медного века (период IV—III тысячелетия до н. э.) — медный топор Эци. Впечатляет качество деревообработки.

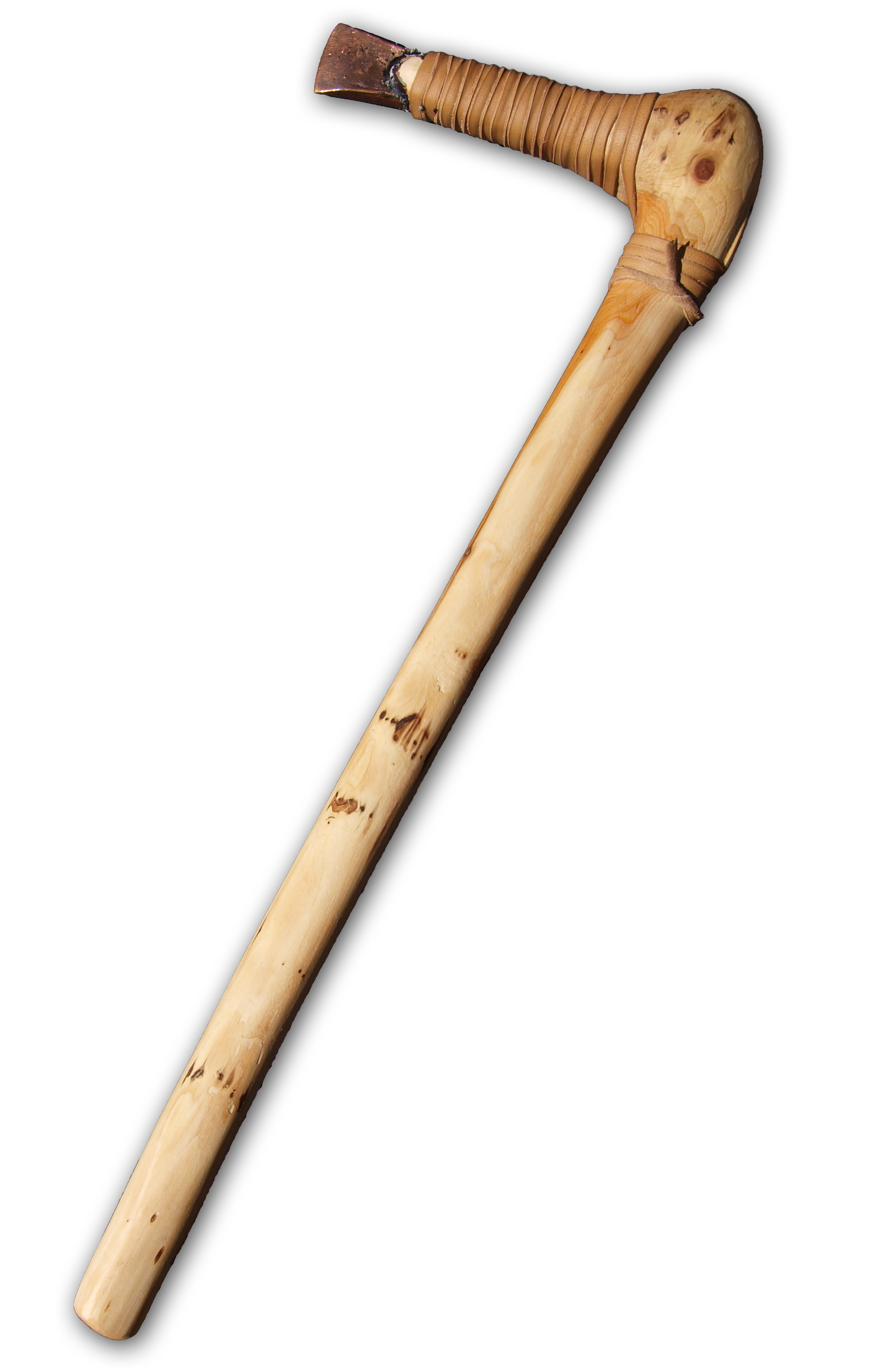
Реконструкция топора Эци
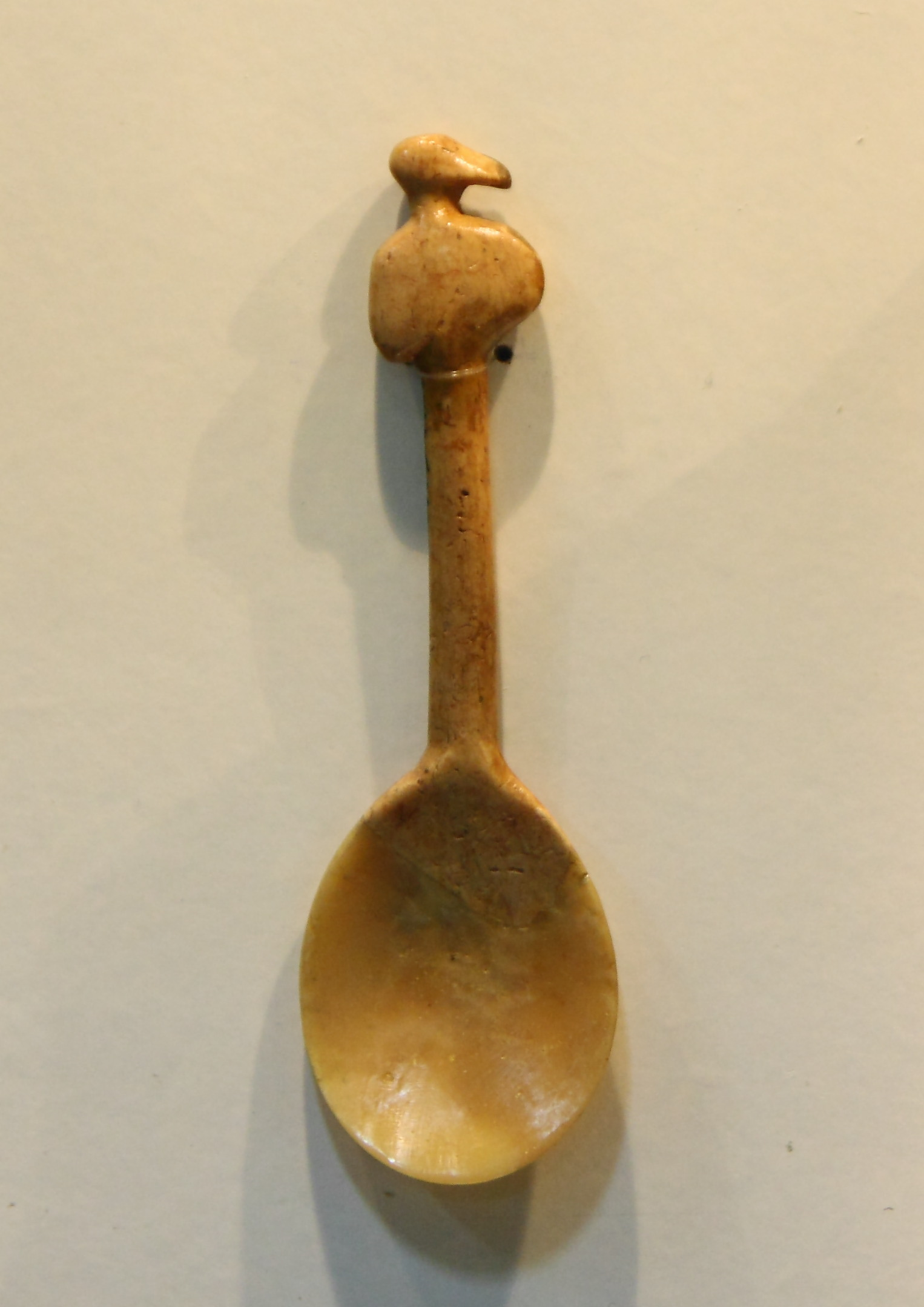
Ложка трипольской культуры
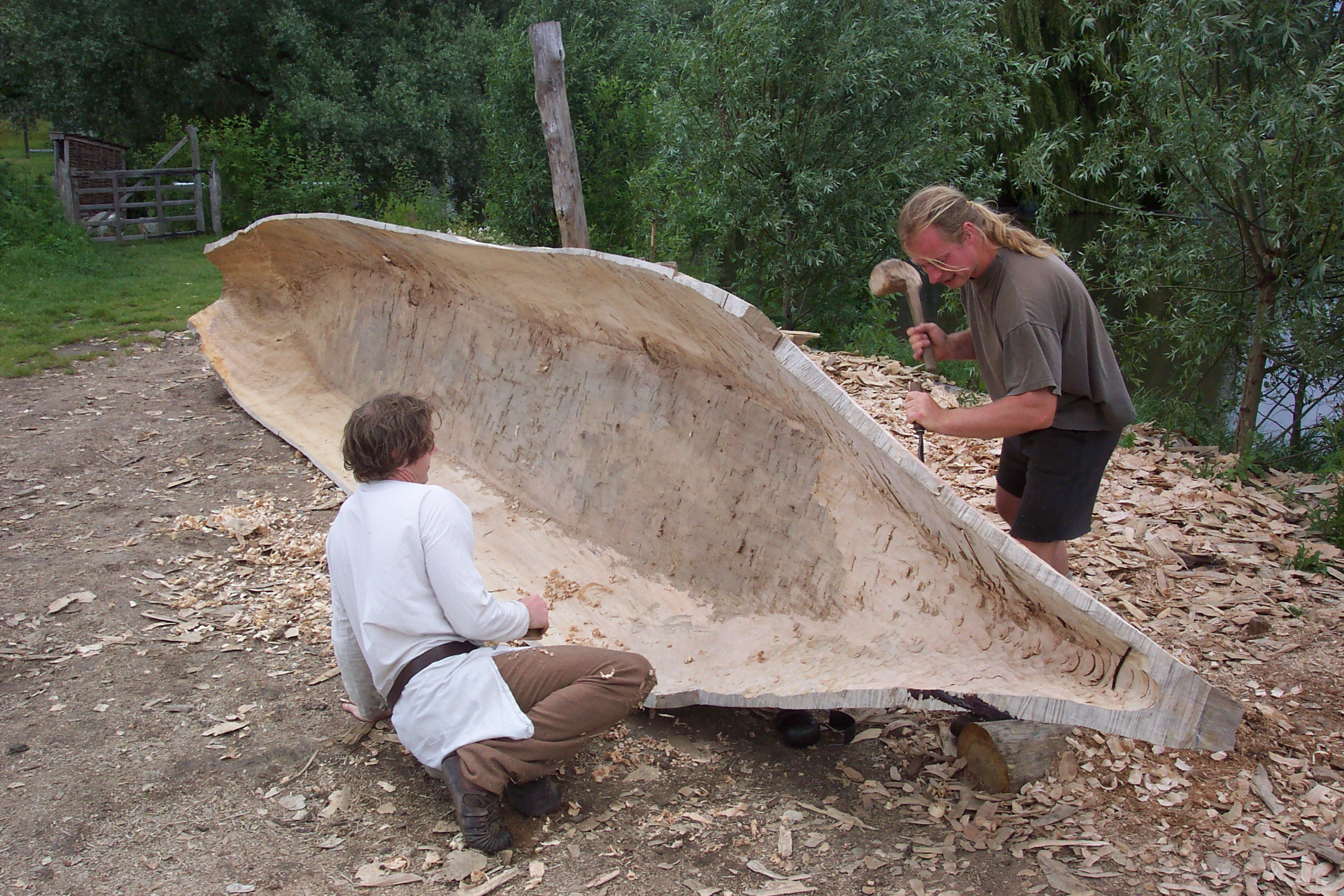
Изготовление долблённой лодки

Преимуществом медного топора по отношению к каменному является ремонтопригодность, а также больший вес лезвия при одних и тех же размерах.
Известные культуры медного и бронзового века: михельсбергская культура (около 4400—3500 гг. до н. э.), культура воронковидных кубков (4000—2700 гг. до н. э.), культура колоколовидных кубков (около 2800—1900 до н. э.), Трипольская культура (VI—III тыс. до н. э.).
Около 4000 до н. э. в дельте Нила держали одомашненных нубийских ослов. Вьючный транспорт был переведен от использования работы человека к работе осла. Феноменальностью средств и инструментов, применённых для сооружения вьюков, стало применение инструментов для использования сторонних источников энергии, не связанных с работой человека.

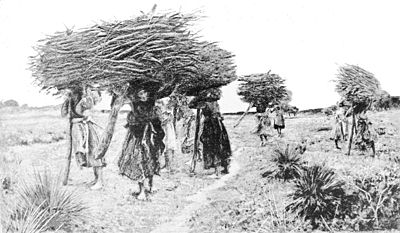
Навыки технологии вьючного транспорта на картине Франческо Джоли[итал.]
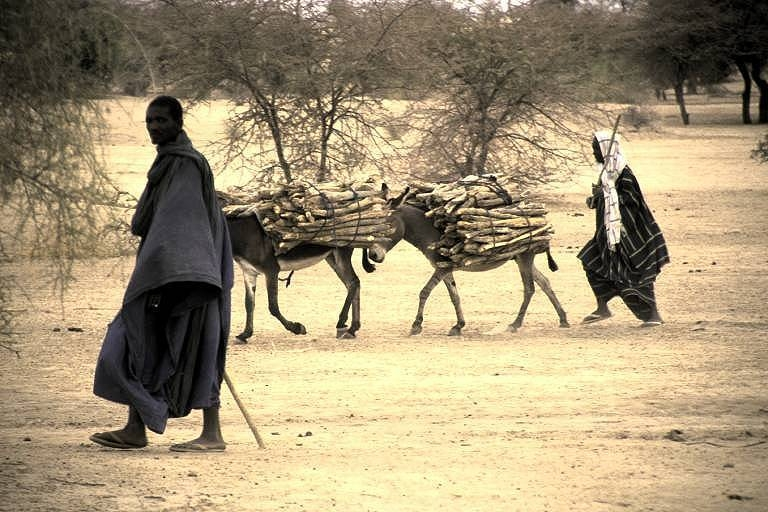
Перевозка дров на ослах

Совершенствование технологий обработки камня привело к возможности высокотехнологично изготавливать отверстия для крепления рукояти и появлению современного способа крепежа рукояти и топорища.
Открытие бронзы и разработка технологий добычи бронзы из руды привело не только к повышению твёрдости медных инструментов, но и позволило организовывать первые массовые производства инструментов путём одновременной отливки в сложных формах множества единиц. Литьё бронзы позволяло изготавливать изделия сложной формы и малые тонкие детали.

#### Железный век
Освоение хеттами технологий извлечения железа из песка привело к повсеместному внедрению металлического инструмента, сменившего инструмент каменный. Наиболее древний известный железный нож относится к 2100—1950 до н. э.. Известно послание фараона царю хатти, датируемое примерно 2000 годом до н. э., с просьбой прислать ему железный кинжал. В гробнице египетского фараона Тутанхамона (ок. 1350 г. до н. э.) был найден железный кинжал.

## История отдельных видов инструментов
Первые ножницы были созданы для стрижки овец и были похожи на пинцет, состоящий из двух лезвий. Самый старый экземпляр таких ножниц найден археологами в Египте и датирован XVI веком до нашей эры. Примерно в VIII веке нашей эры на Ближнем Востоке появились ножницы современного типа.
Прообразом пилы были камни, имеющие зазубрины с одного края, которые появились более 4 тысяч лет назад. Затем появились медные и железные пилы. Однако они не выдерживали конкуренцию с топорами. И только древние греки начали делать пилы методом ковки, что позволило повысить их качество. Механические пилы, приводимые в движение водой, впервые появились в Германии в 1322 году. В 1808 году в Великобритании была запатентована ленточная пила. В 1926 году Андреас Штиль, основавший затем компанию Stihl, получил патент на электрическую цепную пилу, а в 1929 году —  на бензопилу.

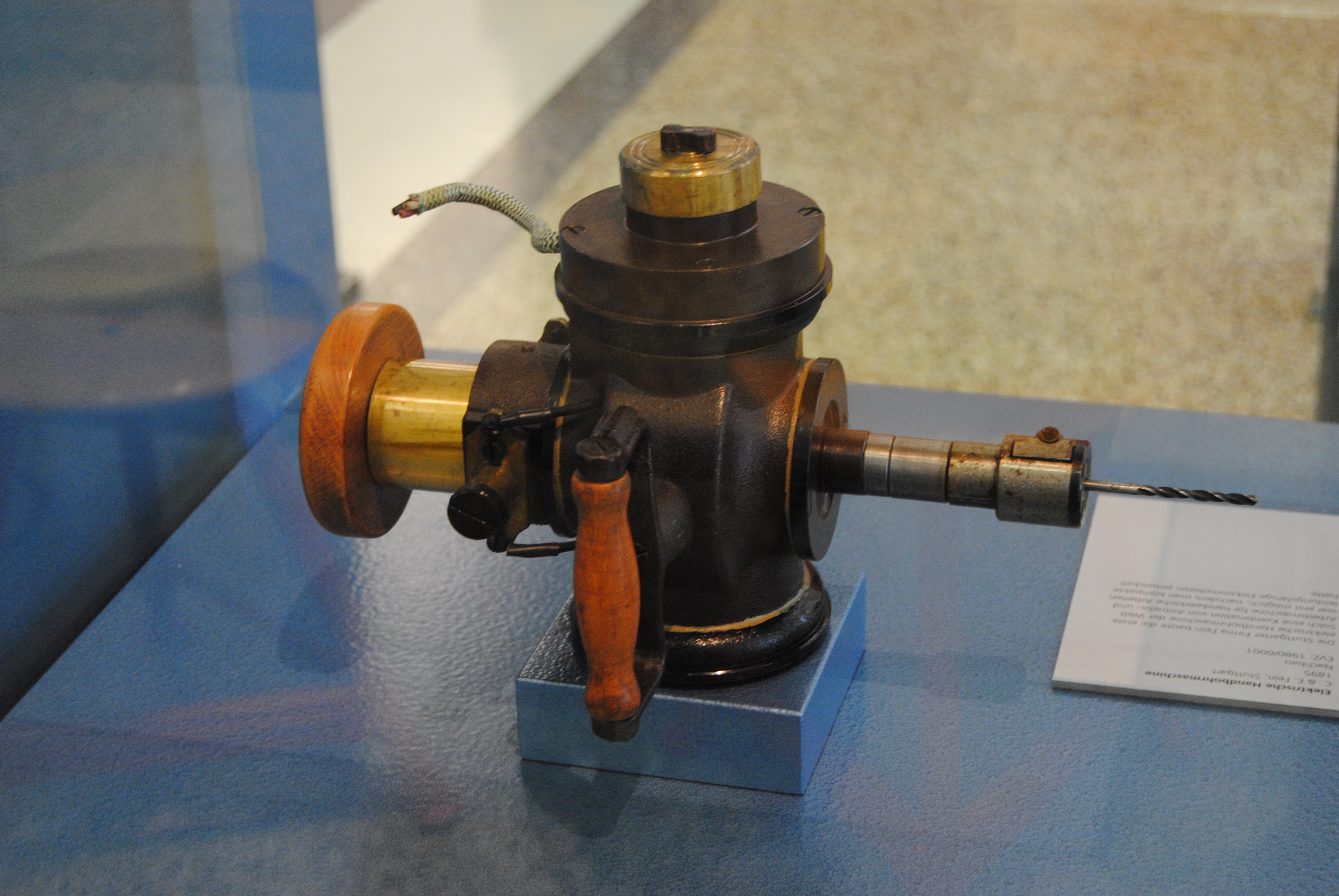
Электрическая дрель Fein 1895 года выпуска (копия) в музее «Технозеум» (Мангейм)

Археологические находки показывают, что идея сверления возникла у людей приблизительно за 35 000 лет до нашей эры — для просверливания отверстий в дереве, костях или коже применялись заострённые куски камня. Затем прообраз сверла стал закрепляться на палке, которая вращалась между ладоней. Примерно за 10 000 лет до нашей эры появилась лучковая дрель, в которой сверло вращалось уже не ладонями, а специальным приспособлением, напоминающим лук. В Древней Греции использовались уже только металлические свёрла. В 1420—1430 годы во Фландрии появились коловороты. Изобретение первой электродрели приписывают Артуру Джеймсу Арно и Уильяму Блану Брейну из Мельбурна, Австралия, которые запатентовали её в 1889 году. В 1895 году братья Вильгельм и Карл Фейн из Штутгарта, Германия, создали первую портативную ручную электродрель.
Отвёртка появилась, скорее всего, в XVI веке. Винты, для закручивания которых она потребовалась, применялись прежде всего для крепления и регулировки элементов ударно-спусковых механизмов огнестрельного оружия.